# Morti nel 1997

## Gennaio(137)
- 1º gennaio - Eraldo Bedendo, calciatore e allenatore di calcio italiano (n. 1908)
- 1º gennaio - Carlos Carus, calciatore messicano (n. 1930)
- 1º gennaio - Asnoldo Devonish, triplista e lunghista venezuelano (n. 1932)
- 1º gennaio - Al Eugster, animatore, scrittore e regista statunitense (n. 1909)
- 1º gennaio - Ivan Graziani, cantautore e chitarrista italiano (n. 1945)
- 1º gennaio - Joan Rice, attrice britannica (n. 1930)
- 1º gennaio - Townes Van Zandt, cantautore statunitense (n. 1944)
- 1º gennaio - Franco Volpi, attore italiano (n. 1921)
- 2 gennaio - Randy California, chitarrista e cantante statunitense (n. 1951)
- 2 gennaio - Joan Corominas, filologo spagnolo (n. 1905)
- 3 gennaio - Enzo Avallone, ballerino e cantante italiano (n. 1955)
- 3 gennaio - Gianfranco Pandolfini, pallanuotista italiano (n. 1920)
- 4 gennaio - Hédi Berkhissa, calciatore tunisino (n. 1972)
- 4 gennaio - Fernand Etter, ciclista su strada francese (n. 1941)
- 4 gennaio - Giuseppe La Franca, avvocato italiano (n. 1926)
- 4 gennaio - Bill Lancaster, attore e sceneggiatore statunitense (n. 1947)
- 4 gennaio - Lucien Rebuffic, cestista francese (n. 1921)
- 5 gennaio - Bertil di Svezia, principe svedese (n. 1912)
- 5 gennaio - Ettore Calvelli, scultore e medaglista italiano (n. 1912)
- 5 gennaio - André Franquin, fumettista belga (n. 1924)
- 5 gennaio - Peter Z. Geer, politico statunitense (n. 1928)
- 5 gennaio - Tarcisio Petracco, partigiano e attivista italiano (n. 1910)
- 6 gennaio - Corrado Giubilo, allenatore di calcio e calciatore italiano (n. 1921)
- 6 gennaio - Kalevi Laitinen, ginnasta finlandese (n. 1918)
- 6 gennaio - Teiichi Matsumaru, calciatore giapponese (n. 1909)
- 6 gennaio - Ugo Mazzucchelli, anarchico italiano (n. 1903)
- 6 gennaio - Catherine Scorsese, attrice statunitense (n. 1912)
- 7 gennaio - Francisco Castillo, nuotatore e pallanuotista spagnolo (n. 1921)
- 7 gennaio - Paul-Werner Hozzel, generale e aviatore tedesco (n. 1910)
- 7 gennaio - Aldo Tozzetti, politico e sindacalista italiano (n. 1921)
- 7 gennaio - Sándor Végh, compositore, violinista e direttore d'orchestra ungherese (n. 1912)
- 8 gennaio - Melvin Calvin, biochimico statunitense (n. 1911)
- 8 gennaio - Paul Endacott, cestista statunitense (n. 1902)
- 8 gennaio - Mario Giansone, scultore e pittore italiano (n. 1915)
- 8 gennaio - Don Slocum, cestista statunitense (n. 1928)
- 9 gennaio - Karol Borhy, allenatore di calcio cecoslovacco (n. 1912)
- 9 gennaio - Fortunato Maninetti, canottiere italiano (n. 1920)
- 9 gennaio - Edward Osóbka-Morawski, politico polacco (n. 1909)
- 9 gennaio - Generoso Petrella, politico e magistrato italiano (n. 1929)
- 9 gennaio - Jesse White, attore statunitense (n. 1917)
- 10 gennaio - Francisco Aramburu, calciatore brasiliano (n. 1922)
- 10 gennaio - Emmet Reid Blake, ornitologo statunitense (n. 1908)
- 10 gennaio - Isa Di Marzio, attrice, doppiatrice e cantante italiana (n. 1929)
- 10 gennaio - Alvinio Misciano, tenore italiano (n. 1915)
- 10 gennaio - John Rodgers, vescovo cattolico e missionario neozelandese (n. 1915)
- 10 gennaio - Alexander Robertus Todd, chimico scozzese (n. 1907)
- 10 gennaio - George Young, calciatore e allenatore di calcio scozzese (n. 1922)
- 11 gennaio - Angelo Froglia, pittore e scultore italiano (n. 1955)
- 11 gennaio - Sheldon Leonard, attore, produttore televisivo e regista statunitense (n. 1907)
- 11 gennaio - Ferruccio Vignoli, militare e aviatore italiano (n. 1906)
- 12 gennaio - Jean-Edern Hallier, scrittore francese (n. 1936)
- 12 gennaio - Jean Hoerni, imprenditore e inventore svizzero (n. 1924)
- 12 gennaio - Charles Brenton Huggins, fisiologo canadese (n. 1901)
- 13 gennaio - Sivar Arnér, scrittore svedese (n. 1909)
- 13 gennaio - Georges Franzi, scrittore e presbitero monegasco (n. 1914)
- 13 gennaio - Nilo Ossani, cantante italiano (n. 1912)
- 13 gennaio - Ruslan Stratonovič, fisico, ingegnere e matematico russo (n. 1930)
- 14 gennaio - John Amdisen, calciatore danese (n. 1934)
- 14 gennaio - Nino Di Maria, scrittore e drammaturgo italiano (n. 1904)
- 14 gennaio - Peter Ennis, allenatore di pallacanestro canadese (n. 1946)
- 14 gennaio - Hu Jinquan, regista, sceneggiatore e scenografo cinese (n. 1932)
- 14 gennaio - Šalva Čichladze, lottatore sovietico (n. 1912)
- 15 gennaio - Gigi Restagno, musicista e disc jockey italiano (n. 1957)
- 15 gennaio - Fabio Rinaudo, giornalista, critico cinematografico e sceneggiatore italiano (n. 1930)
- 16 gennaio - Romano Amerio, filosofo, filologo classico e teologo italiano (n. 1905)
- 16 gennaio - Gino Cesaroni, politico italiano (n. 1919)
- 16 gennaio - Carlo Fermariello, politico e sindacalista italiano (n. 1925)
- 16 gennaio - Ödön Gróf, nuotatore ungherese (n. 1915)
- 16 gennaio - Nils Katajainen, militare e aviatore finlandese (n. 1919)
- 16 gennaio - Zvonimir Koceić, calciatore croato (n. 1917)
- 16 gennaio - Erik Källström, calciatore svedese (n. 1908)
- 16 gennaio - Juan Landázuri Ricketts, cardinale e arcivescovo cattolico peruviano (n. 1913)
- 16 gennaio - Rajagopala Tondaiman, indiano (n. 1922)
- 16 gennaio - Corrado Tagliamonte, ammiraglio italiano (n. 1900)
- 17 gennaio - Clyde Tombaugh, astronomo statunitense (n. 1906)
- 18 gennaio - Adriana Caselotti, attrice e doppiatrice statunitense (n. 1916)
- 18 gennaio - Peter van Dijk, ballerino e coreografo tedesco (n. 1929)
- 18 gennaio - Diana Lewis, attrice statunitense (n. 1919)
- 18 gennaio - Myfanwy Piper, critica d'arte e librettista britannica (n. 1911)
- 18 gennaio - Gerard Slevin, genealogista irlandese (n. 1919)
- 18 gennaio - Paul Tsongas, politico statunitense (n. 1941)
- 19 gennaio - James Dickey, scrittore e poeta statunitense (n. 1923)
- 19 gennaio - Charley Lion, schermidore francese (n. 1906)
- 19 gennaio - Adriano Minelli, calciatore italiano (n. 1919)
- 19 gennaio - Charles Nelson, montatore statunitense (n. 1901)
- 20 gennaio - Mario Albertini, politico italiano (n. 1919)
- 20 gennaio - Edith Brown, britannica (n. 1896)
- 20 gennaio - Albín Brunovský, pittore, grafico e illustratore slovacco (n. 1935)
- 20 gennaio - Giorgio Jegher, maratoneta italiano (n. 1937)
- 20 gennaio - Hiram Keller, attore e modello statunitense (n. 1944)
- 20 gennaio - Tamara Makarova, attrice sovietica (n. 1907)
- 20 gennaio - Ashious Melu, calciatore e allenatore di calcio zambiano (n. 1957)
- 21 gennaio - Giorgio Ferrari, politico italiano (n. 1931)
- 21 gennaio - Alberto Muro, allenatore di calcio e calciatore argentino (n. 1927)
- 21 gennaio - Colonnello Tom Parker, manager e impresario teatrale olandese (n. 1909)
- 21 gennaio - Giorgio Prosperi, sceneggiatore, autore televisivo e critico teatrale italiano (n. 1911)
- 21 gennaio - Polly Ann Young, attrice statunitense (n. 1908)
- 22 gennaio - Ênio Andrade, calciatore e allenatore di calcio brasiliano (n. 1928)
- 23 gennaio - Richard Berry, cantautore statunitense (n. 1935)
- 23 gennaio - Lina Cecchini, politica e partigiana italiana (n. 1906)
- 23 gennaio - Anatolij Alekseevič Dudorov, attore e regista sovietico (n. 1915)
- 23 gennaio - Paul Egli, ciclista su strada e ciclocrossista svizzero (n. 1911)
- 23 gennaio - Alois Hudec, ginnasta cecoslovacco (n. 1908)
- 23 gennaio - Jeremy Maas, critico d'arte britannico (n. 1928)
- 23 gennaio - Roger Tayler, astronomo britannico (n. 1929)
- 23 gennaio - Bill Zuckert, attore statunitense (n. 1915)
- 24 gennaio - Domenico Ceccarossi, musicista italiano (n. 1910)
- 24 gennaio - Soulis Georgiades, regista, sceneggiatore e produttore cinematografico greco (n. 1934)
- 24 gennaio - Luigi Gioacchino Nebbia, calciatore italiano (n. 1907)
- 25 gennaio - James Boyd, pugile statunitense (n. 1930)
- 25 gennaio - Riza Lushta, calciatore albanese (n. 1916)
- 25 gennaio - William Soncini, pittore e scultore italiano (n. 1913)
- 26 gennaio - Gian Luigi Centemeri, compositore e organista italiano (n. 1903)
- 26 gennaio - Shûhei Fujisawa, scrittore giapponese (n. 1927)
- 26 gennaio - Roberto Queralt, nuotatore e pallanuotista spagnolo (n. 1931)
- 27 gennaio - Cecil Arthur Lewis, aviatore e sceneggiatore inglese (n. 1898)
- 27 gennaio - Richard X. Slattery, attore statunitense (n. 1925)
- 27 gennaio - František Vohryzek, schermidore cecoslovacco (n. 1907)
- 27 gennaio - Aleksandr Zarchi, regista cinematografico sovietico (n. 1908)
- 28 gennaio - Anna Galmarini, pattinatrice artistica su ghiaccio italiana (n. 1942)
- 28 gennaio - Alfred Gell, antropologo britannico (n. 1945)
- 28 gennaio - Ginevra Corinaldesi, medica italiana (n. 1904)
- 28 gennaio - Mikel Koliqi, cardinale albanese (n. 1902)
- 28 gennaio - Louis Pauwels, giornalista e scrittore francese (n. 1920)
- 28 gennaio - Wong Shun-leung, artista marziale cinese (n. 1935)
- 29 gennaio - Maria Alessi Catalano, politica italiana (n. 1915)
- 29 gennaio - Teodomiro Leite de Vasconcelos, giornalista e scrittore portoghese (n. 1944)
- 29 gennaio - Daniel P. Mannix, scrittore statunitense (n. 1911)
- 29 gennaio - Osvaldo Soriano, giornalista e scrittore argentino (n. 1943)
- 29 gennaio - Carlo Zampighi, tenore italiano (n. 1927)
- 30 gennaio - Ulrich Kiesow, scrittore e autore di giochi tedesco (n. 1949)
- 30 gennaio - Frank Tejeda, politico statunitense (n. 1945)
- 31 gennaio - Heiner Carow, regista tedesco-orientale (n. 1929)
- 31 gennaio - Seth Lover, inventore statunitense (n. 1910)
- 31 gennaio - Örjan Martinsson, calciatore svedese (n. 1936)
- 31 gennaio - Zahir Pajaziti, militare kosovaro (n. 1962)
- 31 gennaio - Eugenia Smith, scrittrice statunitense (n. 1899)

## Febbraio(95)
- 1º febbraio - Marjorie Reynolds, attrice statunitense (n. 1917)
- 1º febbraio - Aleksandr Solonik, mafioso russo (n. 1960)
- 2 febbraio - Raúl de Anda, attore, regista e produttore cinematografico messicano (n. 1908)
- 2 febbraio - Jorio Borchi, politico italiano (n. 1925)
- 2 febbraio - Erich Eliskases, scacchista austriaco (n. 1913)
- 2 febbraio - Karsten Johannessen, calciatore norvegese (n. 1920)
- 2 febbraio - Sanford Meisner, attore, insegnante e direttore artistico statunitense (n. 1905)
- 2 febbraio - Raimundo Saporta, dirigente sportivo spagnolo (n. 1926)
- 2 febbraio - Theodoros Stamos, pittore statunitense (n. 1922)
- 2 febbraio - Chico Science, cantante e compositore brasiliano (n. 1966)
- 3 febbraio - Bohumil Hrabal, scrittore ceco (n. 1914)
- 3 febbraio - Michail Jakušin, allenatore di calcio e calciatore sovietico (n. 1910)
- 3 febbraio - Aristide Pirovano, vescovo cattolico e missionario italiano (n. 1915)
- 3 febbraio - Boris de Rachewiltz, egittologo, archeologo e etnologo italiano (n. 1926)
- 4 febbraio - Robert Clouse, regista e sceneggiatore statunitense (n. 1928)
- 4 febbraio - Lobsang Gyatso, monaco buddhista tibetano (n. 1928)
- 4 febbraio - Davide Sorrenti, fotografo italiano (n. 1976)
- 4 febbraio - Cyril Leo Toumanoff, storico e genealogista russo (n. 1913)
- 4 febbraio - Domenico Zumpano, mafioso italiano (n. 1953)
- 4 febbraio - Benjamin David de Jesus, vescovo cattolico filippino (n. 1940)
- 5 febbraio - Aldo Ferrara, avvocato e politico italiano (n. 1921)
- 5 febbraio - Pamela Harriman, diplomatica e socialite britannica (n. 1920)
- 5 febbraio - René Huyghe, scrittore francese (n. 1906)
- 6 febbraio - Angelo Blasi, italiano (n. 1907)
- 6 febbraio - Roger Laurent, pilota di Formula 1 belga (n. 1913)
- 6 febbraio - Ostavo Mincarelli, calciatore e allenatore di calcio italiano (n. 1918)
- 7 febbraio - Allan Edwall, attore, regista e cantante svedese (n. 1924)
- 7 febbraio - Fernando Farulli, pittore e incisore italiano (n. 1923)
- 7 febbraio - Sam DeCavalcante, mafioso statunitense (n. 1912)
- 7 febbraio - Mary Wills, costumista statunitense (n. 1914)
- 8 febbraio - Robert Ridgely, attore statunitense (n. 1931)
- 9 febbraio - Leni Junker, velocista tedesca (n. 1905)
- 10 febbraio - Milton Cato, politico sanvincentino (n. 1915)
- 10 febbraio - Francesco Compasso, avvocato, giornalista e politico italiano (n. 1935)
- 10 febbraio - Ermido Santi, politico italiano (n. 1923)
- 10 febbraio - Tadeusz Trojanowski, lottatore polacco (n. 1933)
- 11 febbraio - Don Porter, attore statunitense (n. 1912)
- 12 febbraio - Wilhelm Theodor Elwert, filologo e metricista tedesco (n. 1906)
- 12 febbraio - Federico Pisani, calciatore italiano (n. 1974)
- 13 febbraio - Robert Herman, cosmologo statunitense (n. 1914)
- 13 febbraio - Eduardo Kapstein, cestista cileno (n. 1914)
- 13 febbraio - Reg Ryan, calciatore irlandese (n. 1925)
- 14 febbraio - Guido Mazzetti, calciatore e allenatore di calcio italiano (n. 1916)
- 14 febbraio - Charles Moffett, batterista statunitense (n. 1929)
- 14 febbraio - Eva Petrovičová, cestista cecoslovacca (n. 1945)
- 15 febbraio - Attilio Bartole, politico e farmacista italiano (n. 1906)
- 15 febbraio - Arne Berg, ciclista su strada svedese (n. 1909)
- 15 febbraio - Fernando Eusebio, calciatore italiano (n. 1910)
- 15 febbraio - Walter Fantini, ciclista su strada italiano (n. 1912)
- 15 febbraio - Giovanni Giua, ingegnere e ufficiale italiano (n. 1895)
- 15 febbraio - Philip Hershkovitz, biologo statunitense (n. 1909)
- 15 febbraio - Guido Manfré, calciatore italiano (n. 1920)
- 15 febbraio - Joseph Phạm Văn Thiên, vescovo cattolico vietnamita (n. 1907)
- 15 febbraio - Christian Waldner, politico italiano (n. 1959)
- 16 febbraio - Bärbel Inhelder, psicologa svizzera (n. 1913)
- 16 febbraio - Alvis Vitolinš, scacchista lettone (n. 1946)
- 16 febbraio - Jack Wilson, canottiere britannico (n. 1914)
- 16 febbraio - Wu Jianxiong, fisica cinese (n. 1912)
- 17 febbraio - Spartaco Bandinelli, pugile italiano (n. 1921)
- 17 febbraio - Alfonso Maria Di Nola, antropologo e storico delle religioni italiano (n. 1926)
- 17 febbraio - Amhà Selassié, sovrano etiope (n. 1916)
- 17 febbraio - Ralph Sproul-Bolton, schermidore britannico (n. 1916)
- 18 febbraio - Emily Hahn, giornalista e scrittrice statunitense (n. 1905)
- 18 febbraio - Bruno Menardi, bobbista e alpinista italiano (n. 1939)
- 18 febbraio - Alfredo Enrique Peralta Azurdia, politico e militare guatemalteco (n. 1908)
- 18 febbraio - Benedetto Richeldi, presbitero italiano (n. 1912)
- 19 febbraio - Deng Xiaoping, politico, rivoluzionario e militare cinese (n. 1904)
- 20 febbraio - Afonsinho, calciatore brasiliano (n. 1914)
- 20 febbraio - Pierre Gascar, scrittore francese (n. 1916)
- 20 febbraio - Arthur Machado, calciatore brasiliano (n. 1909)
- 20 febbraio - Stan Pearson, allenatore di calcio e calciatore inglese (n. 1919)
- 20 febbraio - Renato Roberti, presbitero e partigiano italiano (n. 1921)
- 21 febbraio - Choe Kwang, generale e politico nordcoreano (n. 1918)
- 21 febbraio - Saverio D'Aquino, politico e medico italiano (n. 1928)
- 21 febbraio - Josef Posipal, calciatore romeno (n. 1927)
- 22 febbraio - Kang Song-san, politico nordcoreano (n. 1931)
- 22 febbraio - Mario Mammucari, politico, partigiano e sindacalista italiano (n. 1910)
- 22 febbraio - Enzo Marchesi, generale italiano (n. 1907)
- 23 febbraio - Abdelkader Ben Bouali, calciatore francese (n. 1912)
- 23 febbraio - Frank Launder, regista, sceneggiatore e produttore cinematografico britannico (n. 1906)
- 23 febbraio - Andy Rymarczuk, calciatore statunitense (n. 1950)
- 23 febbraio - Tony Williams, batterista statunitense (n. 1945)
- 24 febbraio - Antonino Papaldo, magistrato italiano (n. 1899)
- 25 febbraio - Ugo Poletti, cardinale e arcivescovo cattolico italiano (n. 1914)
- 25 febbraio - Andrej Donatovič Sinjavskij, scrittore e critico letterario sovietico (n. 1925)
- 26 febbraio - Nuccio Bertone, imprenditore italiano (n. 1914)
- 26 febbraio - David Doyle, attore statunitense (n. 1929)
- 26 febbraio - Vincent Gaddis, scrittore statunitense (n. 1913)
- 26 febbraio - Giovanni Ghiselli, velocista italiano (n. 1934)
- 27 febbraio - Serafino Beconi, pittore e scultore italiano (n. 1925)
- 27 febbraio - Ion Cioabă, politico rumeno (n. 1935)
- 27 febbraio - Kingsley Davis, sociologo statunitense (n. 1908)
- 28 febbraio - Osvaldo Bailo, ciclista su strada italiano (n. 1912)
- 28 febbraio - Josef Hantych, sollevatore cecoslovacco (n. 1911)
- 28 febbraio - Giuseppe Migneco, pittore italiano (n. 1903)

## Marzo(113)
- 1º marzo - Heinz Abosch, giornalista e scrittore tedesco (n. 1918)
- 1º marzo - Giorgio Costantini, attore e sceneggiatore italiano (n. 1911)
- 1º marzo - Michel Jacques, calciatore francese (n. 1924)
- 1º marzo - Hans Robert Jauss, filosofo e francesista tedesco (n. 1921)
- 2 marzo - Abdel Azim Ashry, cestista, arbitro di pallacanestro e dirigente sportivo egiziano (n. 1911)
- 2 marzo - Christopher Boatwright, ballerino statunitense (n. 1954)
- 2 marzo - Carlo Ceruti, politico e sindacalista italiano (n. 1925)
- 2 marzo - Richard De Smet, presbitero, missionario e orientalista belga (n. 1916)
- 2 marzo - Amleto Frignani, calciatore italiano (n. 1932)
- 2 marzo - Walter Leinweber, hockeista su ghiaccio tedesco (n. 1907)
- 3 marzo - Giovanni Caberlotto, imprenditore e dirigente sportivo italiano (n. 1941)
- 3 marzo - Aldo Capasso, poeta e scrittore italiano (n. 1909)
- 3 marzo - Erik Waaler, medico norvegese (n. 1903)
- 4 marzo - Roger Brown, cestista e allenatore di pallacanestro statunitense (n. 1942)
- 4 marzo - Leo Catozzo, montatore e sceneggiatore italiano (n. 1912)
- 4 marzo - Robert Dicke, fisico statunitense (n. 1916)
- 4 marzo - Edward Klabiński, ciclista su strada polacco (n. 1920)
- 4 marzo - Carey Loftin, attore e stuntman statunitense (n. 1914)
- 4 marzo - Nino Nipote, cantante italiano (n. 1925)
- 4 marzo - Jolanda Verdirosi, attrice italiana (n. 1912)
- 5 marzo - Giovanni Bonfiglio, judoka e karateka italiano (n. 1913)
- 5 marzo - Frank Brennan, allenatore di calcio e calciatore scozzese (n. 1924)
- 5 marzo - Jean Dréville, regista francese (n. 1906)
- 5 marzo - Clario Onesti, pittore, fumettista e incisore italiano (n. 1921)
- 5 marzo - Dario Puccini, ispanista, traduttore e critico letterario italiano (n. 1921)
- 6 marzo - Arnaldo Graziosi, pianista e compositore italiano (n. 1913)
- 6 marzo - Cheddi Jagan, politico guyanese (n. 1918)
- 6 marzo - Aleksandra Kapałczyńska, cestista polacca (n. 1934)
- 6 marzo - Michael Manley, politico giamaicano (n. 1924)
- 7 marzo - Martin Kippenberger, artista tedesco (n. 1953)
- 7 marzo - Altymyrat Orazdurdyýew, sollevatore sovietico (n. 1969)
- 7 marzo - Agnieszka Osiecka, scrittrice, poetessa e paroliera polacca (n. 1936)
- 7 marzo - Edward Mills Purcell, fisico statunitense (n. 1912)
- 8 marzo - Leon Danielian, ballerino e coreografo statunitense (n. 1920)
- 8 marzo - Lefter Millo, calciatore albanese (n. 1966)
- 9 marzo - Jean-Dominique Bauby, giornalista francese (n. 1952)
- 9 marzo - John Boyd, aviatore statunitense (n. 1927)
- 9 marzo - Marie van Heel, olandese (n. 1906)
- 9 marzo - Terry Nation, sceneggiatore gallese (n. 1930)
- 9 marzo - The Notorious B.I.G., rapper statunitense (n. 1972)
- 10 marzo - LaVern Baker, cantante statunitense (n. 1929)
- 10 marzo - Raymond Bass, ammiraglio e ginnasta statunitense (n. 1910)
- 10 marzo - Stan Drake, fumettista statunitense (n. 1921)
- 10 marzo - Emo Marconi, scrittore italiano (n. 1917)
- 10 marzo - Johannes Theodor Suhr, vescovo cattolico danese (n. 1896)
- 10 marzo - Kinnosuke Yorozuya, attore giapponese (n. 1932)
- 11 marzo - Lars Ahlin, scrittore svedese (n. 1915)
- 11 marzo - Stefan Fernholm, discobolo e pesista svedese (n. 1959)
- 12 marzo - Hendrik Brugmans, politico olandese (n. 1906)
- 12 marzo - Angelo Ferrario, velocista e allenatore di atletica leggera italiano (n. 1908)
- 12 marzo - Wally Wolf, nuotatore e pallanuotista statunitense (n. 1930)
- 13 marzo - Ronald Fraser, attore britannico (n. 1930)
- 14 marzo - Jurek Becker, scrittore e sceneggiatore polacco (n. 1937)
- 14 marzo - Joseph Fuchs, violinista statunitense (n. 1899)
- 14 marzo - Fred Zinnemann, regista austriaco (n. 1907)
- 15 marzo - Gail Davis, attrice statunitense (n. 1925)
- 15 marzo - Kåre Holt, scrittore norvegese (n. 1916)
- 15 marzo - Victor Vasarely, pittore ungherese (n. 1906)
- 16 marzo - Carlo Ambrogio Frigerio, politico italiano (n. 1953)
- 16 marzo - John White, canottiere statunitense (n. 1916)
- 16 marzo - Leda Gloria, attrice italiana (n. 1908)
- 16 marzo - Kustaa Aadolf Inkeri, astronomo e matematico finlandese (n. 1908)
- 16 marzo - Zvonko Monsider, allenatore di calcio e calciatore jugoslavo (n. 1920)
- 17 marzo - Ferenc Sipos, calciatore ungherese (n. 1932)
- 17 marzo - Jermaine Stewart, cantante statunitense (n. 1957)
- 18 marzo - Enrico Auletta, calciatore italiano (n. 1922)
- 18 marzo - Daniele Badiali, presbitero e missionario italiano (n. 1962)
- 18 marzo - Jean Fievez, calciatore belga (n. 1910)
- 18 marzo - Franco Ricci, cantante e attore italiano (n. 1916)
- 18 marzo - Ilse Schwidetzky, antropologa tedesca (n. 1907)
- 19 marzo - Berta Bojetu, scrittrice, poetessa e attrice slovena (n. 1946)
- 19 marzo - Umberto Branchini, imprenditore italiano (n. 1914)
- 19 marzo - Jacques Foccart, politico, diplomatico e imprenditore francese (n. 1913)
- 19 marzo - Eugène Guillevic, poeta francese (n. 1907)
- 19 marzo - Willem de Kooning, pittore e scultore statunitense (n. 1904)
- 20 marzo - Carlo Fassi, pattinatore artistico su ghiaccio italiano (n. 1929)
- 20 marzo - Gaius de Gaay Fortman, politico, funzionario e giurista olandese (n. 1911)
- 20 marzo - Anzor Lezhava, cestista sovietico (n. 1936)
- 20 marzo - Marino Marini, cantante, pianista e compositore italiano (n. 1924)
- 20 marzo - Victor Sawdon Pritchett, scrittore e critico letterario britannico (n. 1900)
- 20 marzo - Calibi, paroliere e produttore discografico italiano (n. 1911)
- 20 marzo - Tony Zale, pugile statunitense (n. 1913)
- 21 marzo - Wilbert Awdry, scrittore e presbitero britannico (n. 1911)
- 22 marzo - Kurt Sonnenfeld, musicista e compositore austriaco (n. 1921)
- 23 marzo - Antonella Bottazzi, cantautrice italiana (n. 1944)
- 23 marzo - Pëtr Georgievič Lušev, generale sovietico (n. 1923)
- 24 marzo - Martin Caidin, scrittore e sceneggiatore statunitense (n. 1927)
- 24 marzo - Giorgio Granata, calciatore italiano (n. 1924)
- 25 marzo - Alessandro Dommarco, poeta, scrittore e traduttore italiano (n. 1912)
- 25 marzo - Leo Gasperl, sciatore alpino austriaco (n. 1912)
- 25 marzo - Oswaldo Silva, calciatore brasiliano (n. 1926)
- 25 marzo - Zhao Ziyue, attore cinese (n. 1909)
- 26 marzo - Marshall Applewhite, religioso statunitense (n. 1931)
- 26 marzo - Hartmut Losch, discobolo tedesco (n. 1943)
- 27 marzo - Bob Dillabough, hockeista su ghiaccio canadese (n. 1941)
- 27 marzo - Hugh Horner, medico e politico canadese (n. 1925)
- 27 marzo - Ella Maillart, scrittrice, fotografa e velista svizzera (n. 1903)
- 27 marzo - Benno Premsela, designer, artista e attivista olandese (n. 1920)
- 27 marzo - Émile Stijnen, calciatore belga (n. 1907)
- 28 marzo - Giovanni Ciccarelli, calciatore italiano (n. 1927)
- 28 marzo - William Raymond Philipson, botanico, esploratore e ornitologo neozelandese (n. 1911)
- 29 marzo - Jozef Bielek, calciatore slovacco (n. 1919)
- 29 marzo - Hans-Walter Eigenbrodt, calciatore tedesco (n. 1935)
- 29 marzo - Aleksandr Ivanovič Ivanov, calciatore sovietico (n. 1928)
- 29 marzo - Mario Mariotti, artista italiano (n. 1936)
- 29 marzo - Guido Morpurgo-Tagliabue, filosofo e critico letterario italiano (n. 1907)
- 29 marzo - Nicola Pasetto, politico italiano (n. 1961)
- 29 marzo - Hans Quest, attore e regista tedesco (n. 1915)
- 29 marzo - Anthony Roberts, cestista statunitense (n. 1955)
- 29 marzo - Roger Rocher, imprenditore e dirigente sportivo francese (n. 1920)
- 31 marzo - John Norman Davidson Kelly, storico e teologo inglese (n. 1909)
- 31 marzo - Friedrich Hund, fisico tedesco (n. 1896)
- 31 marzo - Lyman Spitzer, fisico e astronomo statunitense (n. 1914)

## Aprile(103)
- 1º aprile - Evsej Domar, economista russo (n. 1914)
- 1º aprile - Makar Hončarenko, calciatore sovietico (n. 1912)
- 2 aprile - Reg Lewis, calciatore inglese (n. 1920)
- 2 aprile - David Shahar, scrittore israeliano (n. 1926)
- 2 aprile - Tomoyuki Tanaka, produttore cinematografico giapponese (n. 1910)
- 3 aprile - Sergej Filatov, cavaliere sovietico (n. 1926)
- 3 aprile - Severino Savi, presbitero italiano (n. 1911)
- 3 aprile - Dan Swartz, cestista statunitense (n. 1931)
- 4 aprile - Herta Ehlert, militare tedesca (n. 1905)
- 4 aprile - Haruko Sugimura, attrice cinematografica e attrice teatrale giapponese (n. 1909)
- 4 aprile - Livio Tamanini, entomologo italiano (n. 1907)
- 4 aprile - Alparslan Türkeş, politico turco (n. 1917)
- 5 aprile - Ignazio Buttitta, poeta italiano (n. 1899)
- 5 aprile - Allen Ginsberg, poeta statunitense (n. 1926)
- 5 aprile - František Kožík, scrittore ceco (n. 1909)
- 6 aprile - Max Alvarado, attore filippino (n. 1929)
- 6 aprile - Luigi Bianchi, generale e aviatore italiano (n. 1908)
- 6 aprile - Bernard Chevallier, cavaliere francese (n. 1912)
- 6 aprile - Gemma Griarotti, attrice e doppiatrice italiana (n. 1920)
- 6 aprile - Stephan Hermlin, scrittore tedesco (n. 1915)
- 6 aprile - Edith Kline, cestista statunitense (n. 1933)
- 6 aprile - Anita Pichler, scrittrice e traduttrice italiana (n. 1948)
- 6 aprile - Rosita Serrano, cantante e attrice cilena (n. 1914)
- 6 aprile - Ernesto Tomasi, calciatore e allenatore di calcio italiano (n. 1906)
- 7 aprile - Jean Clareboudt, scultore francese (n. 1944)
- 7 aprile - Antonio Miotto, saggista e psicologo italiano (n. 1912)
- 7 aprile - Angelo Paredi, religioso, storico e bibliotecario italiano (n. 1908)
- 7 aprile - Georgij Stepanovič Šonin, cosmonauta sovietico (n. 1935)
- 8 aprile - Tommaso Corallo, arbitro di calcio italiano (n. 1910)
- 8 aprile - Charles Hayes, sindacalista e politico statunitense (n. 1918)
- 8 aprile - Laura Nyro, cantautrice, compositrice e pianista statunitense (n. 1947)
- 9 aprile - Mae Boren Axton, musicista statunitense (n. 1914)
- 9 aprile - Sergio Bravo, calciatore messicano (n. 1927)
- 9 aprile - Helene Hanff, scrittrice e sceneggiatrice statunitense (n. 1916)
- 10 aprile - Bèto Adriana, pesista, sollevatore e tiratore a segno olandese (n. 1925)
- 10 aprile - Stan Eastham, calciatore inglese (n. 1913)
- 10 aprile - Renato Fastigi, imprenditore e politico italiano (n. 1904)
- 10 aprile - Gigi Savoia, rugbista a 15 e allenatore di rugby a 15 italiano (n. 1926)
- 10 aprile - Martin Schwarzschild, astronomo tedesco (n. 1912)
- 11 aprile - Wang Xiaobo, scrittore e saggista cinese (n. 1952)
- 12 aprile - Ivar Eriksson, calciatore svedese (n. 1909)
- 12 aprile - Nechama Leibowitz, biblista israeliana (n. 1905)
- 12 aprile - George Wald, biologo, fisiologo e biochimico statunitense (n. 1906)
- 13 aprile - Shūhei Nishida, astista giapponese (n. 1910)
- 13 aprile - Voldemar Väli, lottatore estone (n. 1903)
- 14 aprile - Gerda Christian, funzionaria tedesca (n. 1913)
- 14 aprile - Vladimír Novotný, direttore della fotografia ceco (n. 1914)
- 15 aprile - Don Bexley, attore statunitense (n. 1910)
- 15 aprile - Francescopaolo D'Angelosante, politico e avvocato italiano (n. 1922)
- 15 aprile - Sipan Shiraz, poeta, pittore e scultore armeno (n. 1967)
- 16 aprile - Jan Bruins, pilota motociclistico olandese (n. 1940)
- 16 aprile - Orazio Frugoni, pianista italiano (n. 1921)
- 16 aprile - Vito Fumagalli, storico e politico italiano (n. 1938)
- 16 aprile - Thierry Metz, poeta francese (n. 1956)
- 16 aprile - Roland Topor, illustratore, paroliere e drammaturgo francese (n. 1938)
- 16 aprile - Claude Tresmontant, filosofo e teologo francese (n. 1925)
- 17 aprile - Chaim Herzog, generale, avvocato e diplomatico israeliano (n. 1918)
- 17 aprile - Carlo Maccari, arcivescovo cattolico italiano (n. 1913)
- 17 aprile - Bruno Radicioni, pittore, scultore e ceramista italiano (n. 1933)
- 18 aprile - Bob Carpenter, cestista e allenatore di pallacanestro statunitense (n. 1917)
- 18 aprile - Ismael Fernandes, sceneggiatore, autore televisivo e giornalista brasiliano (n. 1945)
- 18 aprile - Gabriele Invernizzi, politico e partigiano italiano (n. 1913)
- 18 aprile - Francis Johnson, cestista statunitense (n. 1910)
- 18 aprile - Juan Félix Sánchez, artista e artigiano venezuelano (n. 1900)
- 19 aprile - Gianni Cajafa, attore italiano (n. 1914)
- 19 aprile - Quirino De Giorgio, architetto italiano (n. 1907)
- 19 aprile - Maria Wittek, militare e partigiana polacca (n. 1899)
- 20 aprile - Jean Louis, costumista francese (n. 1907)
- 20 aprile - Henri Vilbert, attore francese (n. 1904)
- 20 aprile - Otto Wilhelm von Vacano, archeologo e etruscologo tedesco (n. 1910)
- 21 aprile - Lawrence Henry Hicks, compositore australiano (n. 1912)
- 21 aprile - Luitgard Im, attrice tedesca (n. 1930)
- 21 aprile - Diosdado Macapagal, politico filippino (n. 1910)
- 21 aprile - Ambrogio Mauri, imprenditore italiano (n. 1931)
- 21 aprile - József Mészáros, allenatore di calcio e calciatore ungherese (n. 1923)
- 21 aprile - Andrés Rodríguez Pedotti, politico e generale paraguaiano (n. 1923)
- 21 aprile - Aníbal Tarabini, calciatore argentino (n. 1941)
- 22 aprile - Jean Carlu, pubblicitario francese (n. 1900)
- 22 aprile - Néstor Cerpa Cartolini, rivoluzionario peruviano (n. 1953)
- 23 aprile - Thomas Carr, attore e regista statunitense (n. 1907)
- 23 aprile - Albert Poldesz, poeta ungherese (n. 1925)
- 23 aprile - Camillo Ripamonti, politico e ingegnere italiano (n. 1919)
- 23 aprile - Inge Viermetz, giornalista tedesca (n. 1908)
- 24 aprile - Viktor Avilov, diplomatico russo (n. 1900)
- 24 aprile - Eugenio Bronzetti, fotografo italiano (n. 1906)
- 24 aprile - Felice Ippolito, geologo e ingegnere italiano (n. 1915)
- 24 aprile - Eugene Stoner, ingegnere e inventore statunitense (n. 1922)
- 24 aprile - Ines Vercesi, ginnasta italiana (n. 1916)
- 25 aprile - Aleksejs Auziņš, calciatore e hockeista su ghiaccio lettone (n. 1910)
- 25 aprile - Brian May, compositore australiano (n. 1934)
- 25 aprile - Gino Pernice, attore italiano (n. 1927)
- 25 aprile - Andreas Rett, neurologo austriaco (n. 1924)
- 26 aprile - John Beal, attore statunitense (n. 1909)
- 26 aprile - Valerij Obodzinskij, cantante russo (n. 1942)
- 26 aprile - Peng Zhen, politico cinese (n. 1902)
- 27 aprile - Pier Paolo D'Attorre, storico e politico italiano (n. 1951)
- 27 aprile - Gabriel Figueroa, fotografo messicano (n. 1907)
- 27 aprile - Paul Lambert, attore statunitense (n. 1922)
- 27 aprile - Dulce María Loynaz, scrittrice, poetessa e avvocata cubana (n. 1902)
- 28 aprile - Giovanni Astarita, ingegnere italiano (n. 1933)
- 29 aprile - Kō Nishimura, attore giapponese (n. 1923)
- 30 aprile - Paolo Rosi, rugbista a 15, giornalista e telecronista sportivo italiano (n. 1924)
- 30 aprile - Vladimir Sucharev, velocista sovietico (n. 1924)

## Maggio(110)
- 1º maggio - Elena Altieri, attrice italiana (n. 1916)
- 1º maggio - Friedl Däuber, sciatore alpino tedesco (n. 1911)
- 1º maggio - Tauno Kukkamäki, geodeta finlandese (n. 1909)
- 1º maggio - Giuseppe Perricone, politico italiano (n. 1924)
- 1º maggio - Bo Widerberg, regista svedese (n. 1930)
- 2 maggio - John Carew Eccles, neurofisiologo e filosofo australiano (n. 1903)
- 2 maggio - Heinz Ellenberg, ecologo, biologo e botanico tedesco (n. 1913)
- 2 maggio - Paulo Freire, pedagogista brasiliano (n. 1921)
- 2 maggio - Fran Fullenwider, attrice statunitense (n. 1945)
- 2 maggio - Falcone Lucifero, politico italiano (n. 1898)
- 3 maggio - Luigi Girolamo Vittorio Napoleone Bonaparte, militare francese (n. 1914)
- 3 maggio - Sébastien Enjolras, pilota automobilistico francese (n. 1976)
- 3 maggio - Hughie Green, conduttore televisivo, attore e produttore televisivo britannico (n. 1920)
- 3 maggio - Narciso Yepes, chitarrista spagnolo (n. 1927)
- 4 maggio - Serafín Areta, calciatore spagnolo (n. 1930)
- 4 maggio - Wijeyananda Dahanayake, politico singalese (n. 1901)
- 4 maggio - Rudolf Edinger, sollevatore austriaco (n. 1902)
- 4 maggio - Lyman Bradford Smith, botanico statunitense (n. 1904)
- 4 maggio - Suhayr al-Qalamawi, scrittrice e politica egiziana (n. 1911)
- 5 maggio - Giulio Balestrini, calciatore italiano (n. 1907)
- 5 maggio - George Burns, generale britannico (n. 1911)
- 5 maggio - Walter Gotell, attore tedesco (n. 1924)
- 5 maggio - John Edwards Hill, zoologo britannico (n. 1928)
- 5 maggio - Frank Moss, calciatore inglese (n. 1917)
- 6 maggio - Angelo Novi, fotografo italiano (n. 1930)
- 6 maggio - Alfredo Pazzaglia, politico e avvocato italiano (n. 1927)
- 7 maggio - Sydney Joseph Freedberg, storico dell'arte statunitense (n. 1914)
- 8 maggio - Pat Hughes, tennista britannico (n. 1902)
- 8 maggio - Robert H. Krieble, chimico e imprenditore statunitense (n. 1916)
- 8 maggio - Bernhard Nooni, calciatore e cestista estone (n. 1909)
- 8 maggio - Giuseppina Allegri Tassoni, storica dell'arte e saggista italiana (n. 1900)
- 8 maggio - Kai-Uwe von Hassel, politico tedesco (n. 1913)
- 9 maggio - Rawya Ateya, insegnante, giornalista e politica egiziana (n. 1926)
- 9 maggio - Guido Biondi, politico e partigiano italiano (n. 1927)
- 9 maggio - Marco Ferreri, regista, sceneggiatore e attore italiano (n. 1928)
- 9 maggio - Willy Hess, musicologo e compositore svizzero (n. 1906)
- 9 maggio - Kazumi Kawai, attrice e cantante giapponese (n. 1964)
- 9 maggio - Tom Ponzi, investigatore e criminologo italiano (n. 1921)
- 9 maggio - Pietro Valenza, politico italiano (n. 1920)
- 10 maggio - Buddy Anderson, trombettista statunitense (n. 1919)
- 10 maggio - Carlo Baiardi, sassofonista italiano (n. 1915)
- 10 maggio - John P. Austin, scenografo statunitense (n. 1906)
- 10 maggio - Jacinto Quincoces, calciatore e allenatore di calcio spagnolo (n. 1905)
- 10 maggio - Silvano Tranquilli, attore e doppiatore italiano (n. 1925)
- 11 maggio - Yusaku Kamekura, designer e illustratore giapponese (n. 1915)
- 11 maggio - Howard Morton, attore statunitense (n. 1925)
- 11 maggio - David Christie, cantante, compositore e produttore discografico francese (n. 1948)
- 12 maggio - Einar Gundersen, calciatore norvegese (n. 1915)
- 12 maggio - Hendrikus Plenter, calciatore olandese (n. 1913)
- 12 maggio - Achille Salerni, avvocato e politico italiano (n. 1899)
- 12 maggio - Henri Thomasson, scrittore e mistico francese (n. 1910)
- 13 maggio - Pëtr Markovič Abovin-Egides, filosofo russo (n. 1917)
- 13 maggio - Giacomo Augello, politico italiano (n. 1931)
- 13 maggio - Pietro Caramello, presbitero e filosofo italiano (n. 1908)
- 13 maggio - Mario Costa, politico italiano (n. 1921)
- 13 maggio - Gino Costenaro, calciatore e allenatore di calcio italiano (n. 1912)
- 13 maggio - Zdeňka Veřmiřovská, ginnasta cecoslovacca (n. 1913)
- 14 maggio - Jambyn Batmönkh, politico mongolo (n. 1926)
- 14 maggio - Thelma Carpenter, cantante e attrice statunitense (n. 1922)
- 14 maggio - Morton Heilig, regista, direttore della fotografia e inventore statunitense (n. 1926)
- 15 maggio - Alberto Giubilo, giornalista e telecronista sportivo italiano (n. 1917)
- 15 maggio - Friedl Volgger, politico, giornalista e scrittore italiano (n. 1914)
- 16 maggio - Giuseppe De Santis, regista, sceneggiatore e critico cinematografico italiano (n. 1917)
- 16 maggio - Bones McKinney, cestista e allenatore di pallacanestro statunitense (n. 1919)
- 17 maggio - Michail Byčkov, hockeista su ghiaccio sovietico (n. 1926)
- 17 maggio - Francesco Loda, avvocato e politico italiano (n. 1936)
- 18 maggio - Bridgette Andersen, attrice statunitense (n. 1975)
- 18 maggio - Vicentino Michetti, disegnatore, scultore e imprenditore italiano (n. 1909)
- 19 maggio - Francesco Bartoli, critico d'arte italiano (n. 1933)
- 19 maggio - Paolo Panelli, attore, comico e conduttore televisivo italiano (n. 1925)
- 19 maggio - Troy Ruttman, pilota automobilistico statunitense (n. 1930)
- 20 maggio - Virgilio Barco Vargas, politico colombiano (n. 1921)
- 20 maggio - John Rawlins, regista e montatore statunitense (n. 1902)
- 20 maggio - Antonio Seccareccia, poeta e scrittore italiano (n. 1920)
- 21 maggio - Fiorenzo Carpi, compositore italiano (n. 1918)
- 21 maggio - Vlastimil Pokorný, calciatore cecoslovacco (n. 1926)
- 22 maggio - Myrtle Claire Bachelder, chimica statunitense (n. 1908)
- 22 maggio - Alziro Bergonzo, architetto e pittore italiano (n. 1906)
- 22 maggio - Donald Curtis, attore statunitense (n. 1915)
- 22 maggio - Virgilio Dagnino, scrittore, giornalista e banchiere italiano (n. 1906)
- 22 maggio - Alfred Hershey, genetista statunitense (n. 1908)
- 22 maggio - Renzo Montagnani, attore e doppiatore italiano (n. 1930)
- 23 maggio - Oswaldo Calero, calciatore colombiano (n. 1945)
- 23 maggio - Dorothy Gulliver, attrice statunitense (n. 1908)
- 24 maggio - Robbie Branscum, scrittrice statunitense (n. 1934)
- 24 maggio - Edward Mulhare, attore irlandese (n. 1923)
- 25 maggio - Sydney Guilaroff, parrucchiere statunitense (n. 1907)
- 25 maggio - Bruno Mancinotti, pittore e scultore italiano (n. 1923)
- 25 maggio - Leksa Manuś, poeta e linguista lettone (n. 1942)
- 26 maggio - Manfred von Ardenne, fisico tedesco (n. 1907)
- 26 maggio - Ernst Biehler, generale tedesco (n. 1903)
- 26 maggio - Jack Jersey, musicista e cantante olandese (n. 1941)
- 26 maggio - Erik Pausin, pattinatore artistico su ghiaccio austriaco (n. 1920)
- 27 maggio - Henry Barakat, regista egiziano (n. 1914)
- 27 maggio - Luis María Otiñano, calciatore spagnolo (n. 1943)
- 28 maggio - Sung Nak-woon, calciatore sudcoreano (n. 1926)
- 29 maggio - Jeff Buckley, cantautore e chitarrista statunitense (n. 1966)
- 29 maggio - Giovanni Caravale, economista italiano (n. 1935)
- 29 maggio - Oreste Granillo, politico e dirigente sportivo italiano (n. 1926)
- 29 maggio - Aleksandr Petrovič Každan, bizantinista russo (n. 1922)
- 29 maggio - Giovanni Paganin, scultore italiano (n. 1913)
- 29 maggio - Jack Parkinson, cestista statunitense (n. 1924)
- 30 maggio - Béla Barényi, ingegnere austro-ungarico (n. 1907)
- 30 maggio - West Arkeen, chitarrista, compositore e percussionista statunitense (n. 1960)
- 31 maggio - Damiano da Bozzano, religioso e missionario italiano (n. 1898)
- 31 maggio - José González Esplugas, nuotatore spagnolo (n. 1906)
- 31 maggio - Oswald Kaduk, vigile del fuoco, militare e criminale di guerra tedesco (n. 1906)
- 31 maggio - Giuseppe Negri, attore e conduttore televisivo italiano (n. 1936)
- 31 maggio - Johnny Papalia, mafioso canadese (n. 1924)
- 31 maggio - Poul Petersen, allenatore di calcio e calciatore danese (n. 1921)

## Giugno(103)
- 1º giugno - Garland T. Byrd, politico statunitense (n. 1924)
- 1º giugno - Nikolaj Aleksandrovič Tichonov, politico sovietico (n. 1905)
- 2 giugno - Lukas Aurednik, calciatore e allenatore di calcio austriaco (n. 1918)
- 2 giugno - Helen Hull Jacobs, tennista statunitense (n. 1908)
- 2 giugno - Carlo Manziana, vescovo cattolico italiano (n. 1902)
- 3 giugno - Salvatore Fiume, pittore, illustratore e scrittore italiano (n. 1915)
- 3 giugno - Michele Mincuzzi, arcivescovo cattolico italiano (n. 1913)
- 4 giugno - Katherine Esau, botanica tedesca (n. 1898)
- 4 giugno - Ronnie Lane, musicista inglese (n. 1946)
- 4 giugno - Roberto Rebecchi, scultore, pittore e incisore italiano (n. 1911)
- 4 giugno - Pedro Zaballa, calciatore spagnolo (n. 1938)
- 5 giugno - Ernesto Massi, geografo e politico italiano (n. 1909)
- 6 giugno - Eitel Cantoni, pilota automobilistico uruguaiano (n. 1906)
- 6 giugno - Magda Gabor, attrice ungherese (n. 1915)
- 7 giugno - Lewis White Beck, filosofo statunitense (n. 1913)
- 7 giugno - Jacques Canetti, produttore discografico e direttore artistico francese (n. 1909)
- 7 giugno - Stanley Schachter, psicologo statunitense (n. 1922)
- 8 giugno - Arialdo Banfi, politico e partigiano italiano (n. 1913)
- 8 giugno - Kurt Stöpel, ciclista su strada tedesco (n. 1908)
- 8 giugno - George Turner, scrittore e critico letterario australiano (n. 1916)
- 8 giugno - Amos Tutuola, scrittore nigeriano (n. 1920)
- 8 giugno - Karen Wetterhahn, chimica statunitense (n. 1948)
- 9 giugno - Károly Bajkó, lottatore ungherese (n. 1944)
- 9 giugno - André Ballatore, militare e aviatore francese (n. 1913)
- 10 giugno - Kim Ki-soo, pugile sudcoreano (n. 1939)
- 10 giugno - Renato Reyes, cestista filippino (n. 1944)
- 10 giugno - Son Sen, politico, rivoluzionario e generale cambogiano (n. 1930)
- 10 giugno - Hilton de Almeida, pallanuotista brasiliano (n. 1933)
- 11 giugno - Lütfiye Sultan, principessa ottomana (n. 1910)
- 11 giugno - Jakob Nirschl, bobbista tedesco (n. 1925)
- 11 giugno - Silvia Ruotolo, italiana (n. 1958)
- 12 giugno - Maria Emma Alaimo, bibliotecaria e saggista italiana (n. 1906)
- 12 giugno - Jo Backaert, calciatore belga (n. 1921)
- 12 giugno - Peter Blos, psicoanalista tedesco (n. 1904)
- 12 giugno - Rémy Bourlès, illustratore, disegnatore e sceneggiatore francese (n. 1905)
- 12 giugno - Leo Canullo, politico e sindacalista italiano (n. 1923)
- 12 giugno - Bulat Šalvovič Okudžava, cantautore e poeta russo (n. 1924)
- 12 giugno - Arnaldo Sentimenti, calciatore e allenatore di calcio italiano (n. 1914)
- 12 giugno - Candeloro Zamperini, carabiniere italiano (n. 1963)
- 13 giugno - Al Berto, poeta e pittore portoghese (n. 1948)
- 13 giugno - Francisco Celaya, calciatore spagnolo (n. 1920)
- 13 giugno - Cesare Augusto Fanelli, politico italiano (n. 1915)
- 13 giugno - Vittorio Mussolini, funzionario, sceneggiatore e produttore cinematografico italiano (n. 1916)
- 14 giugno - Marjorie Best, costumista statunitense (n. 1903)
- 14 giugno - Luigi Dodi, calciatore italiano (n. 1918)
- 14 giugno - Richard Jaeckel, attore statunitense (n. 1926)
- 14 giugno - Siro Silvestri, vescovo cattolico italiano (n. 1913)
- 15 giugno - Edmond Leburton, politico belga (n. 1915)
- 15 giugno - Elbert Scott McCuskey, aviatore statunitense (n. 1915)
- 15 giugno - Attilio Redolfi, ciclista su strada italiano (n. 1923)
- 15 giugno - Yun Yat, politica e rivoluzionaria cambogiana (n. 1934)
- 16 giugno - Ferruccio Benzoni, poeta italiano (n. 1949)
- 16 giugno - Luigi Marchesi, militare italiano (n. 1910)
- 16 giugno - Tom Søndergaard, calciatore danese (n. 1944)
- 18 giugno - Arvid Syrrist, calciatore norvegese (n. 1905)
- 18 giugno - Héctor Yazalde, calciatore argentino (n. 1946)
- 19 giugno - Olga Georges-Picot, attrice francese (n. 1940)
- 19 giugno - Spero Ghedini, partigiano e politico italiano (n. 1911)
- 19 giugno - Bobby Helms, cantante statunitense (n. 1933)
- 19 giugno - Ed Scheiwe, cestista statunitense (n. 1918)
- 19 giugno - Stan Stasiak, wrestler canadese (n. 1937)
- 20 giugno - John Akii-Bua, ostacolista ugandese (n. 1949)
- 20 giugno - Mario Albertarelli, giornalista e scrittore italiano (n. 1933)
- 20 giugno - Armando Brancia, attore italiano (n. 1917)
- 20 giugno - Alf Engen, sciatore alpino statunitense (n. 1909)
- 20 giugno - Carlo Galante Garrone, politico, magistrato e partigiano italiano (n. 1910)
- 20 giugno - Delio Granchi, scultore e pittore italiano (n. 1910)
- 20 giugno - Paul Carell, funzionario e scrittore tedesco (n. 1911)
- 21 giugno - Eusebio Hernández, cestista cileno (n. 1911)
- 21 giugno - Shintarō Katsu, attore, produttore cinematografico e regista giapponese (n. 1931)
- 21 giugno - Karl Ridderbusch, basso tedesco (n. 1932)
- 21 giugno - Dragoljub Vukotić, attivista jugoslavo (n. 1924)
- 22 giugno - Ted Gärdestad, cantante svedese (n. 1956)
- 22 giugno - Don Henderson, attore britannico (n. 1931)
- 22 giugno - Paul Napolitano, cestista statunitense (n. 1923)
- 23 giugno - Jakob Balzert, calciatore tedesco (n. 1918)
- 23 giugno - Michele Coiro, magistrato italiano (n. 1925)
- 23 giugno - Rosina Lawrence, attrice, cantante e ballerina statunitense (n. 1912)
- 23 giugno - Betty Shabazz, attivista statunitense (n. 1936)
- 24 giugno - Brian Keith, attore statunitense (n. 1921)
- 25 giugno - Bobby Blackwood, calciatore scozzese (n. 1934)
- 25 giugno - Jacques-Yves Cousteau, esploratore, navigatore e militare francese (n. 1910)
- 25 giugno - Jacques Houssat, pilota di rally francese (n. 1937)
- 25 giugno - Carlo Pagliarini, partigiano, politico e pedagogista italiano (n. 1926)
- 25 giugno - Mario Salvadori, ingegnere italiano (n. 1907)
- 25 giugno - Gaetano Salvatore, medico italiano (n. 1932)
- 26 giugno - Roy Burkett, cestista canadese (n. 1921)
- 26 giugno - Silvio Fanti, psichiatra e psicoanalista svizzero (n. 1919)
- 26 giugno - Robert Frucht, matematico tedesco (n. 1906)
- 26 giugno - Don Hutson, giocatore di football americano statunitense (n. 1913)
- 26 giugno - Israel Kamakawiwo'ole, cantante e musicista statunitense (n. 1959)
- 27 giugno - Antonio Coppi, dirigente d'azienda e politico italiano (n. 1916)
- 27 giugno - Samuel Devine, politico statunitense (n. 1915)
- 27 giugno - Harrison Marks, fotografo e regista britannico (n. 1926)
- 27 giugno - Giuliano Naria, terrorista, giornalista e scrittore italiano (n. 1947)
- 27 giugno - Ken Richardson, pilota automobilistico britannico (n. 1911)
- 28 giugno - Hildegard Ochse, fotografa tedesca (n. 1935)
- 28 giugno - Ondino Viera, allenatore di calcio e calciatore uruguaiano (n. 1901)
- 29 giugno - William Hickey, attore statunitense (n. 1927)
- 29 giugno - Petey Rosenberg, cestista statunitense (n. 1918)
- 30 giugno - Gerardo Bianchi, politico e sindacalista italiano (n. 1905)
- 30 giugno - Sylvia Crowe, architetto del paesaggio britannica (n. 1901)
- 30 giugno - Kārlis Ārens, calciatore e cestista lettone (n. 1917)

## Luglio(98)
- 1º luglio - Annie Fratellini, circense, attrice e musicista francese (n. 1932)
- 1º luglio - Joshua Hassan, politico britannico (n. 1915)
- 1º luglio - Robert Mitchum, attore statunitense (n. 1917)
- 2 luglio - Alberto Briganti, generale e aviatore italiano (n. 1896)
- 2 luglio - James Stewart, attore statunitense (n. 1908)
- 3 luglio - Tito Carpi, sceneggiatore italiano (n. 1925)
- 3 luglio - Chiquito, attore, poeta e regista filippino (n. 1928)
- 3 luglio - Stanley Stanczyk, sollevatore statunitense (n. 1925)
- 4 luglio - Miguel Najdorf, scacchista polacco (n. 1910)
- 4 luglio - John Zachary Young, zoologo e neurofisiologo inglese (n. 1907)
- 5 luglio - Herm Schuessler, cestista statunitense (n. 1914)
- 6 luglio - Chetan Anand, regista indiano (n. 1915)
- 6 luglio - Nicola Iuppariello, pittore italiano (n. 1917)
- 6 luglio - Gene James, cestista e allenatore di pallacanestro statunitense (n. 1925)
- 6 luglio - Michele Pepe, fumettista italiano (n. 1946)
- 6 luglio - William Reynolds, montatore statunitense (n. 1910)
- 7 luglio - Francesco Albani, ciclista su strada italiano (n. 1912)
- 7 luglio - Mate Boban, politico e economista croato (n. 1940)
- 7 luglio - Amado Carrillo Fuentes, criminale messicano (n. 1956)
- 7 luglio - Alfons De Winter, allenatore di calcio e calciatore belga (n. 1908)
- 7 luglio - Raffaele Dolfato, rugbista a 15 e imprenditore italiano (n. 1962)
- 7 luglio - Jean Luciano, calciatore francese (n. 1921)
- 8 luglio - Dick van Dijk, calciatore olandese (n. 1946)
- 8 luglio - Fede Arnaud, sceneggiatrice e direttrice del doppiaggio italiana (n. 1920)
- 8 luglio - Eriprando Poggipollini, arbitro di calcio italiano (n. 1908)
- 8 luglio - Anatolij Šul'ženko, calciatore sovietico (n. 1945)
- 9 luglio - Carol Forman, attrice statunitense (n. 1919)
- 9 luglio - Aurelio Ramón González, calciatore e allenatore di calcio paraguaiano (n. 1905)
- 9 luglio - José Puig Puig, calciatore spagnolo (n. 1922)
- 10 luglio - Ivor Allchurch, calciatore gallese (n. 1929)
- 10 luglio - Mario Dolcher, matematico italiano (n. 1920)
- 11 luglio - Antonio Rigorini, grafico e pittore italiano (n. 1909)
- 12 luglio - Pietro Buscaglia, calciatore italiano (n. 1911)
- 12 luglio - François Furet, storico francese (n. 1927)
- 12 luglio - Guelfo Enrico di Hannover, principe tedesco (n. 1923)
- 12 luglio - Douglas Huebler, artista statunitense (n. 1924)
- 12 luglio - Jean Varenne, orientalista, storico delle religioni e indologo francese (n. 1926)
- 12 luglio - Miroslav Wiecek, calciatore cecoslovacco (n. 1931)
- 13 luglio - Miguel Ángel Blanco, politico spagnolo (n. 1968)
- 13 luglio - Aleksandra Dionis'evna Danilova, ballerina e docente russa (n. 1903)
- 13 luglio - Ekaterina Kalinčuk, ginnasta sovietica (n. 1922)
- 13 luglio - Edi Rada, pattinatore artistico su ghiaccio austriaco (n. 1922)
- 13 luglio - Cesare Sermenghi, poeta, commediografo e saggista italiano (n. 1918)
- 14 luglio - Hilda Watson, politica canadese (n. 1922)
- 15 luglio - Eve Greene, sceneggiatrice statunitense (n. 1906)
- 15 luglio - José Guerra Campos, vescovo cattolico spagnolo (n. 1920)
- 15 luglio - Justinas Lagunavičius, cestista sovietico (n. 1924)
- 15 luglio - Gianni Versace, stilista e imprenditore italiano (n. 1946)
- 16 luglio - Dora Maar, fotografa, poetessa e pittrice francese (n. 1907)
- 17 luglio - Bianco Bianchi, pistard e ciclista su strada italiano (n. 1917)
- 17 luglio - Efrem Ferrari, architetto italiano (n. 1910)
- 17 luglio - Hugo Gunckel Lüer, naturalista e botanico cileno (n. 1901)
- 18 luglio - Oddvar Richardsen, calciatore norvegese (n. 1937)
- 18 luglio - Eugene Shoemaker, geologo statunitense (n. 1928)
- 19 luglio - Lino Del Fra, regista e sceneggiatore italiano (n. 1927)
- 19 luglio - Hector Gervais, giocatore di curling canadese (n. 1934)
- 20 luglio - Arshi Pipa, filosofo, scrittore e poeta albanese (n. 1920)
- 20 luglio - Hussain Jabbar Zadegan, cestista iraniano
- 21 luglio - Sjaak Alberts, calciatore olandese (n. 1926)
- 21 luglio - Vincenzo Binetti, politico e magistrato italiano (n. 1937)
- 21 luglio - Nicolás Daponte, calciatore argentino (n. 1928)
- 22 luglio - János Mogyorósy-Klencs, ginnasta ungherese (n. 1922)
- 22 luglio - Fritz Scheller, ciclista su strada tedesco (n. 1914)
- 22 luglio - Alf Svendsrud, calciatore norvegese (n. 1922)
- 23 luglio - Walter Behrendt, politico tedesco (n. 1914)
- 23 luglio - Andrew Cunanan, serial killer statunitense (n. 1969)
- 23 luglio - Dequinha, calciatore e allenatore di calcio brasiliano (n. 1928)
- 23 luglio - Chūhei Nanbu, triplista e lunghista giapponese (n. 1904)
- 23 luglio - Joseph O'Dell, criminale statunitense (n. 1941)
- 23 luglio - Simon Pierre Tchoungui, politico camerunese (n. 1916)
- 23 luglio - David Warbeck, attore neozelandese (n. 1941)
- 24 luglio - William Brennan, giudice statunitense (n. 1906)
- 24 luglio - Ignazio Caruso, politico italiano (n. 1916)
- 24 luglio - Brian Glover, attore, wrestler e insegnante britannico (n. 1934)
- 24 luglio - Saw Maung, generale e politico birmano (n. 1928)
- 24 luglio - Frank Parker, tennista statunitense (n. 1916)
- 25 luglio - Natallja Arsenneva, poetessa, traduttrice e drammaturga bielorussa (n. 1903)
- 25 luglio - Gaetano Di Leo, politico e avvocato italiano (n. 1905)
- 25 luglio - Ben Hogan, golfista statunitense (n. 1912)
- 26 luglio - Rolf Julin, schermidore svedese (n. 1918)
- 26 luglio - Rolf Julin, pallanuotista svedese (n. 1918)
- 26 luglio - Kunihiko Kodaira, matematico giapponese (n. 1915)
- 26 luglio - Jaime Milans del Bosch, generale spagnolo (n. 1915)
- 26 luglio - Pietro Vecellio, politico italiano (n. 1900)
- 27 luglio - Vittorio Enzo Alfieri, filosofo e antifascista italiano (n. 1906)
- 27 luglio - Ezio Maria Caserta, regista teatrale, drammaturgo e poeta italiano (n. 1938)
- 27 luglio - Karl Kreutz, militare tedesco (n. 1909)
- 28 luglio - Rosalie Crutchley, attrice britannica (n. 1920)
- 28 luglio - Seni Pramoj, politico, giurista e avvocato thailandese (n. 1905)
- 29 luglio - John Archer, velocista britannico (n. 1921)
- 30 luglio - Giuseppe Anedda, musicista e mandolinista italiano (n. 1912)
- 30 luglio - Vincenzo Bendinelli, pittore e poeta italiano (n. 1931)
- 30 luglio - Vittoria Ceriana Mayneri, cestista italiana (n. 1915)
- 30 luglio - Bảo Đại, imperatore e politico vietnamita (n. 1913)
- 31 luglio - Felice Mariani, calciatore e allenatore di calcio italiano (n. 1918)
- 31 luglio - Giuseppe Matarrese, politico italiano (n. 1926)
- 31 luglio - Leonida Rosino, astronomo italiano (n. 1915)
- 31 luglio - Frans Schoubben, ciclista su strada belga (n. 1933)

## Agosto(103)
- 1º agosto - Ángel Acuña, cestista messicano (n. 1919)
- 1º agosto - Ngiratkel Etpison, politico palauano (n. 1925)
- 1º agosto - Svjatoslav Teofilovič Richter, pianista sovietico (n. 1915)
- 2 agosto - William S. Burroughs, scrittore, saggista e pittore statunitense (n. 1914)
- 2 agosto - Feim Ibrahimi, compositore albanese (n. 1935)
- 2 agosto - James Krüss, scrittore e illustratore tedesco (n. 1926)
- 2 agosto - Fela Kuti, rivoluzionario e musicista nigeriano (n. 1938)
- 3 agosto - Giuseppe Borrè, magistrato italiano (n. 1932)
- 3 agosto - Mladen Koščak, calciatore jugoslavo (n. 1936)
- 4 agosto - Jeanne Calment, supercentenaria francese (n. 1875)
- 4 agosto - Ariel Maughan, cestista statunitense (n. 1923)
- 5 agosto - Sergio Cuminetti, politico e imprenditore italiano (n. 1929)
- 6 agosto - Bill Behr, cestista statunitense (n. 1919)
- 6 agosto - Maria Antonietta Beluzzi, attrice italiana (n. 1930)
- 6 agosto - Jack Porter, hockeista su ghiaccio canadese (n. 1904)
- 6 agosto - Samuel Paul Welles, paleontologo statunitense (n. 1907)
- 7 agosto - Volker Prechtel, attore tedesco (n. 1941)
- 8 agosto - Robert Brouwer, cestista e velocista belga (n. 1907)
- 8 agosto - Maurizio Poggiali, ufficiale italiano (n. 1965)
- 8 agosto - Lyda C. Ripandelli, regista e sceneggiatrice italiana (n. 1916)
- 8 agosto - Paul Rudolph, architetto statunitense (n. 1918)
- 10 agosto - Antonio Azimonti, calciatore italiano (n. 1925)
- 10 agosto - Giulio Cattivelli, critico cinematografico e giornalista italiano (n. 1919)
- 10 agosto - Calogero Di Gloria, politico italiano (n. 1917)
- 10 agosto - Conlon Nancarrow, compositore statunitense (n. 1912)
- 11 agosto - Luigi Mennini, dirigente pubblico italiano
- 12 agosto - Luther Allison, chitarrista statunitense (n. 1939)
- 12 agosto - Ambrogio Bessi, cestista italiano (n. 1915)
- 12 agosto - Raymond Bloch, latinista, etruscologo e storico francese (n. 1914)
- 12 agosto - Jack Delano, fotografo statunitense (n. 1914)
- 12 agosto - Gulshan Kumar, produttore cinematografico e produttore discografico indiano (n. 1956)
- 12 agosto - Mario Montuori, direttore della fotografia italiano (n. 1920)
- 13 agosto - Vladimir Gribov, fisico sovietico (n. 1930)
- 13 agosto - Harlow Rothert, pesista, discobolo e multiplista statunitense (n. 1908)
- 13 agosto - Ali Yata, attivista e politico marocchino (n. 1920)
- 14 agosto - John Elliot, scrittore, sceneggiatore e regista britannico (n. 1918)
- 14 agosto - Camillo Ferrè, calciatore italiano (n. 1908)
- 14 agosto - Charlie Fleming, calciatore scozzese (n. 1927)
- 14 agosto - Guido Vincenzi, allenatore di calcio e calciatore italiano (n. 1932)
- 15 agosto - Lawrence Morgan, cavaliere australiano (n. 1915)
- 15 agosto - Oreste Menighetti, calciatore italiano (n. 1916)
- 15 agosto - Salvatore Stornello, politico italiano (n. 1924)
- 16 agosto - Yanick Dupré, hockeista su ghiaccio canadese (n. 1972)
- 16 agosto - Nusrat Fateh Ali Khan, cantante e musicista pakistano (n. 1948)
- 16 agosto - Jacques Pollet, pilota automobilistico francese (n. 1922)
- 16 agosto - Plum Mariko, wrestler giapponese (n. 1967)
- 17 agosto - Secondo Magni, ciclista su strada italiano (n. 1912)
- 17 agosto - Jan Rogowski, militare e aviatore polacco (n. 1915)
- 18 agosto - Domenico Amoroso, vescovo cattolico italiano (n. 1927)
- 18 agosto - Silvio Bisio, pittore e scultore italiano (n. 1914)
- 18 agosto - Marija Prymačenko, pittrice ucraina (n. 1909)
- 18 agosto - Paride Rombi, scrittore italiano (n. 1921)
- 18 agosto - Robert Swenson, wrestler, attore e pugile statunitense (n. 1957)
- 19 agosto - Walter Sabatelli, pittore italiano (n. 1925)
- 19 agosto - Mario Velarde, allenatore di calcio e calciatore messicano (n. 1940)
- 20 agosto - Scott Armstrong, cestista statunitense (n. 1913)
- 20 agosto - Sennuccio Benelli, giornalista, attore e drammaturgo italiano (n. 1920)
- 20 agosto - Norris Bradbury, fisico statunitense (n. 1909)
- 20 agosto - William Humphrey, scrittore statunitense (n. 1924)
- 20 agosto - Dionys Mascolo, saggista e partigiano francese (n. 1916)
- 20 agosto - Serge Peretti, ballerino e coreografo italiano (n. 1905)
- 20 agosto - Vittorio Russo, filologo e italianista italiano (n. 1934)
- 21 agosto - Jurij Vladimirovič Nikulin, attore e circense russo (n. 1921)
- 21 agosto - Misael Pastrana Borrero, politico colombiano (n. 1923)
- 22 agosto - Alvaro d'Orléans, nobile francese (n. 1910)
- 22 agosto - Matti Sippala, giavellottista e multiplista finlandese (n. 1908)
- 22 agosto - Robin Skelton, scrittore e poeta britannico (n. 1925)
- 22 agosto - Mary Louise Smith, politica e attivista statunitense (n. 1914)
- 22 agosto - Roy Zimmerman, giocatore di football americano statunitense (n. 1918)
- 23 agosto - John Kendrew, biochimico e cristallografo inglese (n. 1917)
- 24 agosto - Davide Ancilotto, cestista italiano (n. 1974)
- 24 agosto - Hardial Bains, politico indiano (n. 1939)
- 24 agosto - Piero Camporesi, filologo, critico letterario e storico italiano (n. 1926)
- 24 agosto - Accursio Di Leo, attore e regista italiano (n. 1917)
- 24 agosto - Walter George Dürst, sceneggiatore, autore televisivo e regista brasiliano (n. 1922)
- 24 agosto - Louis Essen, fisico inglese (n. 1908)
- 24 agosto - Tete Montoliu, pianista e compositore spagnolo (n. 1933)
- 24 agosto - Zofia Rydet, fotografa polacca (n. 1911)
- 24 agosto - Gigi Villoresi, pilota automobilistico italiano (n. 1909)
- 25 agosto - Vittor Ugo Bistoni, storico e politico italiano (n. 1925)
- 25 agosto - Mauro Cristofani, archeologo e etruscologo italiano (n. 1941)
- 25 agosto - Muriel Frances Dana, attrice statunitense (n. 1916)
- 25 agosto - Peter Dews, regista britannico (n. 1929)
- 25 agosto - Robert Pinget, scrittore svizzero (n. 1919)
- 25 agosto - Camilla Spira, attrice tedesca (n. 1906)
- 25 agosto - Calogero Vinti, matematico italiano (n. 1926)
- 26 agosto - Marcello Aliprandi, regista italiano (n. 1934)
- 27 agosto - Sotiria Bellou, cantante e attivista greca (n. 1921)
- 27 agosto - Sally Blane, attrice statunitense (n. 1910)
- 27 agosto - Johannes Edfelt, poeta e critico letterario svedese (n. 1904)
- 28 agosto - Dionigi Besozzi, cestista italiano (n. 1907)
- 28 agosto - Francesco Gavioli, presbitero e storico italiano (n. 1909)
- 28 agosto - Sergio Rampini, calciatore e allenatore di calcio italiano (n. 1917)
- 28 agosto - Bradley Smith, fotografo statunitense (n. 1910)
- 29 agosto - Toshiya Fujita, regista giapponese (n. 1932)
- 29 agosto - Costantino Cristiano Luna Pianegonda, vescovo cattolico italiano (n. 1910)
- 30 agosto - Ernest Wilimowski, calciatore tedesco (n. 1916)
- 30 agosto - Veselin Đuranović, politico montenegrino (n. 1925)
- 31 agosto - Franco De Felice, storico italiano (n. 1937)
- 31 agosto - Dodi Al-Fayed, imprenditore, produttore cinematografico e produttore discografico egiziano (n. 1955)
- 31 agosto - Will Hare, attore statunitense (n. 1916)
- 31 agosto - Mohammad Karim Pirnia, storico dell'architettura e architetto iraniano (n. 1920)
- 31 agosto - Diana Spencer, filantropa inglese (n. 1961)

## Settembre(115)
- 1º settembre - Boris Balinsky, biologo e entomologo ucraino (n. 1905)
- 1º settembre - Karl Berg, arcivescovo cattolico austriaco (n. 1908)
- 1º settembre - Zoltán Czibor, calciatore ungherese (n. 1929)
- 1º settembre - Reidar Olsen, calciatore norvegese (n. 1910)
- 1º settembre - Konstantin Reva, pallavolista e allenatore di pallavolo sovietico (n. 1921)
- 1º settembre - Pacifico Saldari, politico italiano (n. 1923)
- 1º settembre - Severino Saoncella, pittore, scultore e fotografo italiano (n. 1906)
- 2 settembre - Rudolf Bing, direttore artistico austriaco (n. 1902)
- 2 settembre - Viktor Frankl, neurologo, psichiatra e filosofo austriaco (n. 1905)
- 2 settembre - Warner Tjardus Koiter, ingegnere olandese (n. 1914)
- 3 settembre - Stelio Darin, calciatore italiano (n. 1926)
- 3 settembre - Hans Niclaus, cestista tedesco (n. 1914)
- 4 settembre - Khaled Abdul-Wahab, imprenditore tunisino (n. 1911)
- 4 settembre - René Bihel, calciatore francese (n. 1916)
- 4 settembre - Fabio Di Celmo, imprenditore italiano (n. 1965)
- 4 settembre - Hans Eysenck, psicologo tedesco (n. 1916)
- 4 settembre - Aldo Rossi, architetto e teorico dell'architettura italiano (n. 1931)
- 5 settembre - Johanne Kolstad, saltatrice con gli sci norvegese (n. 1913)
- 5 settembre - Heinz Luthringshauser, pilota motociclistico tedesco (n. 1931)
- 5 settembre - Manuel Martin, calciatore statunitense (n. 1917)
- 5 settembre - András Nagy, calciatore e allenatore di calcio rumeno (n. 1923)
- 5 settembre - Georg Solti, direttore d'orchestra ungherese (n. 1912)
- 5 settembre - Madre Teresa di Calcutta, religiosa albanese (n. 1910)
- 5 settembre - Ghigo Tommasi, pittore italiano (n. 1906)
- 6 settembre - Salvador Artigas, allenatore di calcio e calciatore spagnolo (n. 1913)
- 6 settembre - Washington Cacciavillani, allenatore di calcio e calciatore uruguaiano (n. 1934)
- 6 settembre - Ifor Fielding, calciatore inglese (n. 1909)
- 6 settembre - Tunde Ikhidero, calciatore e giocatore di calcio a 5 nigeriano (n. 1970)
- 6 settembre - Percy Howard Newby, scrittore inglese (n. 1918)
- 6 settembre - H.W.L. Poonja, religioso indiano (n. 1910)
- 6 settembre - Refik Resmja, calciatore e allenatore di calcio albanese (n. 1931)
- 7 settembre - Mukul S. Anand, regista indiano (n. 1951)
- 7 settembre - Norman Kernaghan, calciatore e allenatore di calcio nordirlandese (n. 1917)
- 7 settembre - Aleksej Leont'evič Kovalëv, militare sovietico (n. 1925)
- 7 settembre - Gino Malvestio, vescovo cattolico e missionario italiano (n. 1938)
- 7 settembre - Shinpō Matayoshi, artista marziale giapponese (n. 1921)
- 7 settembre - Carlo Poggi, vescovo cattolico italiano (n. 1923)
- 7 settembre - Mobutu Sese Seko, politico e militare della Repubblica Democratica del Congo (n. 1930)
- 7 settembre - Michel Stuart, ballerino, coreografo e costumista statunitense (n. 1945)
- 8 settembre - Marie Bedford, nuotatrice sudafricana (n. 1907)
- 8 settembre - Domenico Cardini, architetto italiano (n. 1913)
- 8 settembre - Sabatino Moscati, archeologo, storico e orientalista italiano (n. 1922)
- 8 settembre - Derek Taylor, giornalista, scrittore e critico teatrale britannico (n. 1932)
- 9 settembre - Richie Ashburn, giocatore di baseball statunitense (n. 1927)
- 9 settembre - Jacques Dupuis, etnografo francese (n. 1912)
- 9 settembre - Walt Lautenbach, cestista statunitense (n. 1922)
- 9 settembre - Burgess Meredith, attore statunitense (n. 1907)
- 10 settembre - George Schaefer, regista statunitense (n. 1920)
- 10 settembre - Fritz Von Erich, wrestler statunitense (n. 1929)
- 11 settembre - Fernando Ayala, regista cinematografico, produttore cinematografico e sceneggiatore argentino (n. 1920)
- 11 settembre - Ilja Kirčev, calciatore bulgaro (n. 1932)
- 11 settembre - Matrika Prasad Koirala, politico nepalese (n. 1912)
- 11 settembre - Marta Renucci, giornalista francese (n. 1904)
- 11 settembre - Elio Sasso Sant, canoista italiano (n. 1911)
- 12 settembre - Stig Anderson, imprenditore svedese (n. 1931)
- 12 settembre - Elsa De Giorgi, attrice, regista e scrittrice italiana (n. 1914)
- 12 settembre - Dea Garbaccio, cantante italiana (n. 1919)
- 12 settembre - Judith Merril, autrice di fantascienza statunitense (n. 1923)
- 12 settembre - Judit Horváth, cestista ungherese (n. 1963)
- 12 settembre - Donato Piazza, ciclista su strada e pistard italiano (n. 1930)
- 13 settembre - Georges Guétary, cantante e attore greco (n. 1915)
- 13 settembre - Giōrgos Mītsimponas, calciatore greco (n. 1962)
- 13 settembre - Agnete Olsen, nuotatrice danese (n. 1909)
- 13 settembre - Victor Szebehely, ingegnere ungherese (n. 1921)
- 14 settembre - Nino Calice, politico e saggista italiano (n. 1937)
- 14 settembre - Basri Dirimlili, calciatore e allenatore di calcio turco (n. 1929)
- 14 settembre - Lucy Hillebrand, architetto tedesco (n. 1906)
- 15 settembre - Georges Bergé, generale francese (n. 1909)
- 16 settembre - Helen Jepson, soprano statunitense (n. 1904)
- 16 settembre - Stelio Mattioni, scrittore italiano (n. 1921)
- 16 settembre - Gerry Turpin, direttore della fotografia britannico (n. 1925)
- 16 settembre - José Valle, allenatore di calcio e calciatore argentino (n. 1920)
- 17 settembre - Benjamin Atkins, serial killer statunitense (n. 1968)
- 17 settembre - Karl Kainberger, calciatore austriaco (n. 1912)
- 17 settembre - Gilberto Pressacco, musicologo, direttore di coro e presbitero italiano (n. 1945)
- 17 settembre - Red Skelton, attore statunitense (n. 1913)
- 17 settembre - Jan P. Syse, politico e avvocato norvegese (n. 1930)
- 18 settembre - John Jarlath Dooley, arcivescovo cattolico e missionario irlandese (n. 1906)
- 18 settembre - Fernand Fayolle, ciclista su strada e ciclocrossista francese (n. 1904)
- 18 settembre - Seigo Tada, karateka e maestro di karate giapponese (n. 1922)
- 18 settembre - Jimmy Witherspoon, cantante statunitense (n. 1920)
- 19 settembre - Enrico Carabelli, doppiatore, direttore del doppiaggio e attore teatrale italiano (n. 1943)
- 19 settembre - Melchiade Coletti, sceneggiatore e regista cinematografico italiano (n. 1922)
- 19 settembre - Lello Scorzelli, scultore italiano (n. 1921)
- 20 settembre - Albino Perosa, presbitero e compositore italiano (n. 1915)
- 20 settembre - Renato Treu, politico italiano (n. 1910)
- 21 settembre - Margaret Bailey Speer, educatrice e missionaria statunitense (n. 1900)
- 21 settembre - Juan Burgueño, calciatore uruguaiano (n. 1923)
- 21 settembre - Jennifer Holt, attrice statunitense (n. 1920)
- 22 settembre - Chiang Wei-kuo, generale e politico cinese (n. 1916)
- 22 settembre - Manabu Mabe, pittore brasiliano (n. 1924)
- 22 settembre - Shōichi Yokoi, militare giapponese (n. 1915)
- 23 settembre - Darko Bratina, politico e sociologo italiano (n. 1942)
- 23 settembre - Shirley Clarke, regista statunitense (n. 1919)
- 23 settembre - Dick Flanagan, giocatore di football americano statunitense (n. 1927)
- 24 settembre - Omero Carmellini, calciatore italiano (n. 1921)
- 24 settembre - Anton Kehle, hockeista su ghiaccio tedesco (n. 1947)
- 24 settembre - Raymond Wagner, calciatore lussemburghese (n. 1921)
- 25 settembre - Guillermo Díaz Zambrano, calciatore cileno (n. 1930)
- 25 settembre - Jean Françaix, compositore e pianista francese (n. 1912)
- 25 settembre - Elveno Pastorelli, vigile del fuoco e prefetto italiano (n. 1930)
- 25 settembre - Piergiorgio Righele, direttore di coro italiano (n. 1938)
- 25 settembre - Włodzimierz Śpiewak, calciatore polacco (n. 1938)
- 26 settembre - Egisto Malfatti, poeta, attore teatrale e cantautore italiano (n. 1914)
- 26 settembre - Samuel W. Taylor, scrittore e sceneggiatore statunitense (n. 1907)
- 27 settembre - Bob Evans, cestista e allenatore di pallacanestro statunitense (n. 1925)
- 27 settembre - Walter Trampler, musicista e insegnante tedesco (n. 1915)
- 28 settembre - David Gill, regista britannico (n. 1928)
- 28 settembre - Ho Feng Shan, diplomatico cinese (n. 1901)
- 29 settembre - Luigi Girardin, politico italiano (n. 1925)
- 29 settembre - Roy Lichtenstein, artista statunitense (n. 1923)
- 29 settembre - Fritz Schär, ciclista su strada, pistard e ciclocrossista svizzero (n. 1926)
- 30 settembre - Igor' Bezrodnyj, violinista, direttore d'orchestra e insegnante sovietico (n. 1930)
- 30 settembre - Nobuo Fujita, militare giapponese (n. 1911)
- 30 settembre - Don Martin, cestista e allenatore di pallacanestro statunitense (n. 1920)

## Ottobre(125)
- 1º ottobre - Gul Mohammed, indiano (n. 1957)
- 1º ottobre - Charlie Parsley, cestista e allenatore di pallacanestro statunitense (n. 1925)
- 1º ottobre - Vincenzo Maria Pellegrini, politico, scrittore e poeta maltese (n. 1911)
- 2 ottobre - Thales Pan Chacon, attore, danzatore e coreografo brasiliano (n. 1956)
- 2 ottobre - Esa Seeste, ginnasta finlandese (n. 1913)
- 3 ottobre - John Ashley, attore e produttore cinematografico statunitense (n. 1934)
- 3 ottobre - Pierre Guichet, missionario e vescovo cattolico francese (n. 1915)
- 3 ottobre - Verna Hillie, attrice statunitense (n. 1914)
- 3 ottobre - Jarl Kulle, attore svedese (n. 1927)
- 4 ottobre - Germano, calciatore brasiliano (n. 1942)
- 4 ottobre - Georgij Jumatov, attore sovietico (n. 1926)
- 4 ottobre - Montanino Nuvoli, canottiere italiano (n. 1931)
- 4 ottobre - Otto Ernst Remer, generale e politico tedesco (n. 1912)
- 4 ottobre - Georg Renno, medico e militare tedesco (n. 1907)
- 4 ottobre - Gunpei Yokoi, autore di videogiochi e inventore giapponese (n. 1941)
- 5 ottobre - Andrew Keir, attore britannico (n. 1926)
- 5 ottobre - Brian Pillman, wrestler e giocatore di football americano statunitense (n. 1962)
- 5 ottobre - Bernard Yago, cardinale e arcivescovo cattolico ivoriano (n. 1916)
- 6 ottobre - Evgenij Chaldej, fotografo sovietico (n. 1917)
- 6 ottobre - Antonio D'Erchia, vescovo cattolico italiano (n. 1911)
- 6 ottobre - Adrienne Hill, attrice britannica (n. 1937)
- 7 ottobre - Orlando Ramón Agosti, generale argentino (n. 1924)
- 7 ottobre - Felicisimo Ampon, tennista filippino (n. 1920)
- 7 ottobre - Piero Bigongiari, poeta, critico letterario e italianista italiano (n. 1914)
- 7 ottobre - Renato Degli Esposti, politico italiano (n. 1920)
- 7 ottobre - Ulla Lindstrom, modella, danzatrice e attrice tedesca (n. 1945)
- 8 ottobre - Mario Cervo, produttore discografico, conduttore radiofonico e dirigente sportivo italiano (n. 1929)
- 8 ottobre - Nininho, calciatore brasiliano (n. 1923)
- 8 ottobre - John Merricks, velista britannico (n. 1971)
- 8 ottobre - Mel Thurston, cestista statunitense (n. 1919)
- 9 ottobre - Məmməd Bağırov, militare, partigiano e guerrigliero azero (n. 1922)
- 9 ottobre - Arch Johnson, attore statunitense (n. 1922)
- 10 ottobre - Cesare Del Torto, calciatore italiano (n. 1911)
- 10 ottobre - Michael J. S. Dewar, chimico indiano (n. 1918)
- 10 ottobre - Marjorie McQuade, nuotatrice australiana (n. 1934)
- 10 ottobre - Frank Schaufuss, ballerino e direttore artistico danese (n. 1921)
- 10 ottobre - Walt Simon, cestista statunitense (n. 1939)
- 11 ottobre - Paul Doughty Bartlett, chimico statunitense (n. 1907)
- 11 ottobre - Marino Bon, calciatore italiano (n. 1910)
- 11 ottobre - Giacinto Bosco, politico italiano (n. 1905)
- 11 ottobre - Paolo Capovilla, pittore, regista e attore italiano (n. 1945)
- 11 ottobre - Julij Osipovič Chmel'nickij, regista cinematografico sovietico (n. 1904)
- 11 ottobre - Lina Gennari, cantante e attrice italiana (n. 1911)
- 11 ottobre - Käthe Gold, attrice austriaca (n. 1907)
- 11 ottobre - Ivan Jarygin, lottatore sovietico (n. 1948)
- 12 ottobre - Raúl Vasquez Arellano, calciatore messicano (n. 1935)
- 12 ottobre - Carlo Borsari, imprenditore italiano (n. 1913)
- 12 ottobre - John Denver, cantautore e musicista statunitense (n. 1943)
- 12 ottobre - Luigi Di Liegro, presbitero e attivista italiano (n. 1928)
- 12 ottobre - Jan Melka, calciatore cecoslovacco (n. 1914)
- 12 ottobre - Giuseppe Morabito, poeta italiano (n. 1900)
- 13 ottobre - Joyce Compton, attrice statunitense (n. 1907)
- 13 ottobre - Cosimo Cordì, mafioso italiano (n. 1951)
- 13 ottobre - Richard Mason, scrittore, produttore cinematografico e regista inglese (n. 1919)
- 13 ottobre - Raf, fumettista spagnolo (n. 1928)
- 14 ottobre - Hy Averback, regista e attore statunitense (n. 1920)
- 14 ottobre - Franca Dominici, attrice e doppiatrice italiana (n. 1907)
- 14 ottobre - Giacinto Genco, politico italiano (n. 1901)
- 14 ottobre - Franco Petermann, calciatore italiano (n. 1915)
- 14 ottobre - Harold Robbins, scrittore statunitense (n. 1916)
- 14 ottobre - Francis Ryan, calciatore statunitense (n. 1908)
- 15 ottobre - Folke Arström, designer svedese (n. 1907)
- 15 ottobre - Aurelio Bonori, fotografo italiano (n. 1908)
- 15 ottobre - Rafael Franco Reyes, calciatore e allenatore di calcio argentino (n. 1923)
- 15 ottobre - Walter Fritzsch, calciatore e allenatore di calcio tedesco orientale (n. 1920)
- 16 ottobre - Audra Lindley, attrice statunitense (n. 1918)
- 16 ottobre - James Albert Michener, scrittore statunitense (n. 1907)
- 16 ottobre - Olga di Grecia, principessa greca (n. 1903)
- 17 ottobre - Candelo Cabezas, percussionista colombiano (n. 1965)
- 17 ottobre - Samuele Donatoni, poliziotto italiano (n. 1965)
- 17 ottobre - Giorgio Pisanò, giornalista, saggista e politico italiano (n. 1924)
- 18 ottobre - Ramiro Castillo, calciatore boliviano (n. 1966)
- 18 ottobre - Gordon Clark, allenatore di calcio inglese (n. 1914)
- 18 ottobre - Walter William Curtis, vescovo cattolico statunitense (n. 1913)
- 18 ottobre - Vince Gironda, attore e culturista statunitense (n. 1917)
- 18 ottobre - Milt Neil, animatore, designer e fumettista statunitense (n. 1914)
- 18 ottobre - Milko Skofic, produttore cinematografico, attore e medico sloveno (n. 1919)
- 18 ottobre - Kōtoku Wamura, politico giapponese (n. 1909)
- 18 ottobre - Paul Edwin Zimmer, scrittore statunitense (n. 1943)
- 19 ottobre - Glen Buxton, chitarrista statunitense (n. 1947)
- 19 ottobre - Claudia Drake, attrice statunitense (n. 1918)
- 19 ottobre - Harold French, regista, sceneggiatore e attore inglese (n. 1897)
- 19 ottobre - Ragnar Larsen, calciatore norvegese (n. 1931)
- 19 ottobre - Pilar Miró, regista e sceneggiatrice spagnola (n. 1940)
- 20 ottobre - Manuel Rodríguez Barros, ciclista su strada spagnolo (n. 1926)
- 20 ottobre - Henry Vestine, chitarrista statunitense (n. 1944)
- 21 ottobre - Giovanni Elkan, politico italiano (n. 1910)
- 21 ottobre - Aale Tynni, poetessa e traduttrice finlandese (n. 1913)
- 21 ottobre - Iōannīs Zigdīs, politico greco (n. 1913)
- 22 ottobre - Edoardo Casciano, tiratore a volo italiano (n. 1936)
- 22 ottobre - Reinhard Lauck, calciatore tedesco (n. 1946)
- 22 ottobre - Harold McCallister, pallanuotista statunitense (n. 1903)
- 23 ottobre - Claire Falkenstein, artista statunitense (n. 1908)
- 23 ottobre - Barbara Goette, insegnante tedesca (n. 1908)
- 23 ottobre - Bert Haanstra, regista, etologo e fotografo olandese (n. 1916)
- 23 ottobre - Pinchas Lapide, diplomatico, teologo e storico delle religioni austriaco (n. 1922)
- 23 ottobre - Alfredo Ramos dos Santos, calciatore brasiliano (n. 1920)
- 24 ottobre - Dino Bonsanti, allenatore di calcio e dirigente sportivo italiano (n. 1923)
- 24 ottobre - Don Messick, doppiatore statunitense (n. 1926)
- 24 ottobre - Berardo Taraschi, pilota automobilistico, pilota motociclistico e imprenditore italiano (n. 1915)
- 25 ottobre - Nazareno Fabbretti, giornalista e presbitero italiano (n. 1920)
- 25 ottobre - Tina Lattanzi, attrice e doppiatrice italiana (n. 1897)
- 25 ottobre - Lino Zanini, arcivescovo cattolico italiano (n. 1909)
- 26 ottobre - Walter Chielli, sindacalista e politico italiano (n. 1925)
- 26 ottobre - Orazio Gavioli, giornalista italiano (n. 1934)
- 26 ottobre - Antonio Pellicanò, politico italiano (n. 1912)
- 27 ottobre - Vladimir Sokoloff, pianista statunitense (n. 1913)
- 27 ottobre - Reuben Sturman, imprenditore statunitense (n. 1924)
- 28 ottobre - Walter Capps, politico statunitense (n. 1934)
- 28 ottobre - Paul Jarrico, sceneggiatore statunitense (n. 1915)
- 28 ottobre - Bryan Lefley, allenatore di hockey su ghiaccio e hockeista su ghiaccio canadese (n. 1948)
- 28 ottobre - Klaus Wunderlich, organista e compositore tedesco (n. 1931)
- 29 ottobre - Anton LaVey, esoterista, musicista e scrittore statunitense (n. 1930)
- 30 ottobre - Samuel Fuller, regista, sceneggiatore e produttore cinematografico statunitense (n. 1912)
- 30 ottobre - Janez Jeglič, alpinista sloveno (n. 1961)
- 30 ottobre - Sydney Newman, produttore televisivo e produttore cinematografico canadese (n. 1917)
- 31 ottobre - Bram Appel, calciatore e allenatore di calcio olandese (n. 1921)
- 31 ottobre - Hans Bauer, calciatore tedesco (n. 1927)
- 31 ottobre - Sidney Darlington, ingegnere statunitense (n. 1906)
- 31 ottobre - Vito Ferrara, politico italiano (n. 1933)
- 31 ottobre - Pier Augusto Gemignani, medico italiano (n. 1930)
- 31 ottobre - Margherita Guzzinati, attrice italiana (n. 1940)
- 31 ottobre - Tadeusz Janczar, attore polacco (n. 1926)
- 31 ottobre - Taisto Kangasniemi, lottatore finlandese (n. 1924)
- 31 ottobre - George Roth, ginnasta statunitense (n. 1911)

## Novembre(121)
- 1º novembre - Ravil' Chabutdinov, sollevatore sovietico (n. 1928)
- 1º novembre - Crash Kid, ballerino italiano (n. 1971)
- 1º novembre - Roger Marche, calciatore francese (n. 1924)
- 1º novembre - Bruno Michaud, calciatore svizzero (n. 1935)
- 1º novembre - Victor Mills, chimico e inventore statunitense (n. 1897)
- 1º novembre - James Owen Merion Roberts, esploratore e alpinista britannico (n. 1916)
- 2 novembre - Primo Germano, calciatore italiano (n. 1938)
- 2 novembre - Shōshin Nagamine, militare, poliziotto e maestro di karate giapponese (n. 1907)
- 3 novembre - Attilio Conton, maratoneta italiano (n. 1902)
- 3 novembre - Antoine Cuissard, allenatore di calcio e calciatore francese (n. 1924)
- 3 novembre - Gerhard Franke, calciatore tedesco orientale (n. 1933)
- 3 novembre - Uberto Paolo Quintavalle, giornalista e scrittore italiano (n. 1926)
- 3 novembre - Farpi Vignoli, scultore italiano (n. 1907)
- 5 novembre - Isaiah Berlin, filosofo, politologo e diplomatico lettone (n. 1909)
- 5 novembre - Camilla Cederna, giornalista e scrittrice italiana (n. 1911)
- 6 novembre - Luigi Cantone, schermidore italiano (n. 1917)
- 6 novembre - Norbert Carbonnaux, regista cinematografico e sceneggiatore francese (n. 1918)
- 6 novembre - Ray Daniel, calciatore e allenatore di calcio gallese (n. 1928)
- 6 novembre - Guido Ianni, politico italiano (n. 1927)
- 6 novembre - Anne Stine Ingstad, archeologa norvegese (n. 1918)
- 6 novembre - Igor Loro, hockeista su ghiaccio italiano (n. 1976)
- 6 novembre - Josef Pieper, filosofo tedesco (n. 1904)
- 7 novembre - Margaret Harshaw, mezzosoprano e soprano statunitense (n. 1909)
- 8 novembre - Qemal Butka, architetto e politico albanese (n. 1907)
- 8 novembre - Prosper Depredomme, ciclista su strada belga (n. 1918)
- 8 novembre - Mohammad-Ali Jamalzadeh, scrittore e traduttore iraniano (n. 1892)
- 8 novembre - Ferenc Medvigy, calciatore sovietico (n. 1943)
- 9 novembre - Paul Haghedooren, ciclista su strada belga (n. 1959)
- 9 novembre - Carl Gustav Hempel, matematico, informatico e filosofo tedesco (n. 1905)
- 9 novembre - Helenio Herrera, calciatore e allenatore di calcio argentino (n. 1910)
- 9 novembre - Renzo Nissim, giornalista, pianista e compositore italiano (n. 1907)
- 9 novembre - Paride Piasenti, politico italiano (n. 1916)
- 9 novembre - Anatolij Polosin, allenatore di calcio e calciatore sovietico (n. 1935)
- 9 novembre - Cecil Smith, pattinatrice artistica su ghiaccio canadese (n. 1908)
- 10 novembre - Silvio Accame, storico italiano (n. 1910)
- 10 novembre - Leonetto Amadei, giurista e politico italiano (n. 1911)
- 10 novembre - Leon William Johnson, generale e aviatore statunitense (n. 1904)
- 10 novembre - Giaime Pintor, giornalista, critico musicale e scrittore italiano (n. 1949)
- 10 novembre - Annie Dodge Wauneka, attivista statunitense (n. 1910)
- 10 novembre - Abd Allah bin Sa'ud Al Sa'ud, principe, politico e diplomatico saudita (n. 1924)
- 11 novembre - William Alland, produttore cinematografico, sceneggiatore e regista statunitense (n. 1916)
- 11 novembre - János Chawko, calciatore cecoslovacco (n. 1922)
- 11 novembre - Rod Milburn, ostacolista statunitense (n. 1950)
- 11 novembre - Ave Ninchi, attrice e conduttrice televisiva italiana (n. 1915)
- 12 novembre - Francesco Acton, marinaio e storico dell'arte italiano (n. 1910)
- 12 novembre - Alberto Cavallone, regista cinematografico e sceneggiatore italiano (n. 1938)
- 12 novembre - James Laughlin, poeta, saggista e editore statunitense (n. 1914)
- 12 novembre - Maria von Maltzan, veterinaria e biologa tedesca (n. 1909)
- 12 novembre - Stanisław Prauss, ingegnere polacco (n. 1903)
- 12 novembre - Viktor Aleksandrovič Sadovskij, regista sovietico (n. 1922)
- 12 novembre - Helmut Scholz, militare polacco (n. 1920)
- 12 novembre - Carlos Surinach, compositore e direttore d'orchestra spagnolo (n. 1915)
- 12 novembre - Sándor Szabó, attore ungherese (n. 1915)
- 12 novembre - Chang Yu-Sheng, cantante, compositore e produttore discografico taiwanese (n. 1966)
- 13 novembre - Dino Bruseschi, imprenditore e dirigente sportivo italiano (n. 1921)
- 13 novembre - Alexandru Bârlădeanu, politico e economista rumeno (n. 1911)
- 13 novembre - Adil Çarçani, politico albanese (n. 1922)
- 13 novembre - James Couttet, sciatore alpino, saltatore con gli sci e allenatore di sci alpino francese (n. 1921)
- 13 novembre - Mike McMichael, cestista statunitense (n. 1915)
- 13 novembre - Larry Shinoda, designer statunitense (n. 1930)
- 13 novembre - Ján Želibský, pittore slovacco (n. 1907)
- 14 novembre - Alba de Céspedes, scrittrice, poetessa e partigiana italiana (n. 1911)
- 15 novembre - Claudio Bettini, storico dell'arte italiano (n. 1940)
- 15 novembre - Saul Chaplin, compositore statunitense (n. 1912)
- 15 novembre - Elizza La Porta, attrice rumena (n. 1902)
- 15 novembre - Vladimir Jakovlevič Vengerov, regista cinematografico sovietico (n. 1920)
- 16 novembre - Sergio Borlenghi, cestista italiano (n. 1955)
- 16 novembre - Georges Marchais, politico francese (n. 1920)
- 16 novembre - George Petrie, attore statunitense (n. 1912)
- 16 novembre - Veselin Temkov, cestista e allenatore di pallacanestro bulgaro (n. 1916)
- 17 novembre - Walter Moraes, giurista brasiliano (n. 1934)
- 18 novembre - Fredrik Horn, calciatore norvegese (n. 1916)
- 19 novembre - Bernard Lenoble, calciatore francese (n. 1902)
- 19 novembre - Walter Monfrinotti, hockeista su pista italiano (n. 1929)
- 19 novembre - Kjell Schou-Andreassen, allenatore di calcio e calciatore norvegese (n. 1940)
- 19 novembre - Aldo Spoldi, pugile italiano (n. 1912)
- 20 novembre - Zack Clayton, cestista e arbitro di pugilato statunitense (n. 1913)
- 20 novembre - Robert Palmer, musicologo, scrittore e clarinettista statunitense (n. 1945)
- 20 novembre - Nicolás Riccardi, calciatore uruguaiano (n. 1911)
- 21 novembre - Francesco Onorato Alici, politico italiano (n. 1929)
- 21 novembre - Bill Boyd, giocatore di poker statunitense (n. 1906)
- 21 novembre - Julian Jaynes, psicologo statunitense (n. 1920)
- 21 novembre - Jack Purvis, attore britannico (n. 1937)
- 21 novembre - Dina Rinaldi, giornalista italiana (n. 1921)
- 21 novembre - Teuku Muhammad Hasan, politico indonesiano (n. 1906)
- 22 novembre - Joanna Moore, attrice statunitense (n. 1934)
- 22 novembre - Michael Hutchence, cantante australiano (n. 1960)
- 23 novembre - Adama Diop, cestista senegalese (n. 1968)
- 23 novembre - Engelbert Koenig, calciatore austriaco (n. 1919)
- 23 novembre - Robert Lewis, attore e regista statunitense (n. 1909)
- 24 novembre - Barbara, cantautrice e attrice francese (n. 1930)
- 24 novembre - Ada Sereni, attivista italiana (n. 1905)
- 24 novembre - Filippo Suzzi, pilota motociclistico italiano (n. 1952)
- 24 novembre - Ira Wolfert, giornalista e scrittore statunitense (n. 1908)
- 25 novembre - Hastings Banda, politico malawiano (n. 1898)
- 25 novembre - Cathee Dahmen, modella statunitense (n. 1945)
- 25 novembre - Nikita Elysséeff, linguista e orientalista francese (n. 1915)
- 25 novembre - James H. Ellis, crittografo britannico (n. 1924)
- 25 novembre - Eustace Fannin, tennista sudafricano (n. 1915)
- 25 novembre - Charles Hallahan, attore statunitense (n. 1943)
- 25 novembre - Elmore Morgenthaler, cestista statunitense (n. 1922)
- 25 novembre - Richard Macy Noyes, chimico e fisico statunitense (n. 1919)
- 25 novembre - Fernand Thiébaud, schermidore svizzero (n. 1906)
- 27 novembre - Walter Binni, critico letterario, politico e italianista italiano (n. 1913)
- 27 novembre - Fritz Bornmann, filologo classico italiano (n. 1929)
- 27 novembre - Eduardo Kingman, artista ecuadoriano (n. 1913)
- 27 novembre - Malcolm Knowles, educatore statunitense (n. 1913)
- 27 novembre - Buck Leonard, giocatore di baseball statunitense (n. 1907)
- 27 novembre - Pietro Scarpini, pianista italiano (n. 1911)
- 28 novembre - Tom Evenson, mezzofondista e siepista britannico (n. 1910)
- 28 novembre - Georges Marchal, attore francese (n. 1920)
- 29 novembre - Bruno Colorio, pittore, disegnatore e incisore italiano (n. 1911)
- 29 novembre - Ernest Johnson, pistard britannico (n. 1912)
- 29 novembre - Heikki Savolainen, ginnasta finlandese (n. 1907)
- 29 novembre - Coleman Young, politico statunitense (n. 1918)
- 30 novembre - Kathy Acker, scrittrice, poetessa e musicista statunitense (n. 1947)
- 30 novembre - Piero Farani, artigiano italiano (n. 1922)
- 30 novembre - Françoise Prévost, attrice francese (n. 1929)
- 30 novembre - Shamo Quaye, calciatore ghanese (n. 1971)
- 30 novembre - Božena Srncová, ginnasta cecoslovacca (n. 1925)
- 30 novembre - Raffaele Stramondo, pittore italiano (n. 1919)

## Dicembre(142)
- 1º dicembre - Stéphane Grappelli, violinista, pianista e compositore francese (n. 1908)
- 1º dicembre - Andrée Martinerie, scrittrice francese (n. 1917)
- 1º dicembre - Edwin Rosario, pugile portoricano (n. 1963)
- 2 dicembre - Guido Brunner, diplomatico e politico tedesco (n. 1930)
- 2 dicembre - Silvio Ceccato, filosofo e linguista italiano (n. 1914)
- 2 dicembre - Shirley Crabtree, wrestler e rugbista a 15 britannico (n. 1930)
- 2 dicembre - Robert Anderson Hall, linguista e critico letterario statunitense (n. 1911)
- 2 dicembre - Steve Hamilton, giocatore di baseball, cestista e allenatore di baseball statunitense (n. 1935)
- 2 dicembre - Michael Hedges, chitarrista statunitense (n. 1953)
- 3 dicembre - Domenico Enrici, arcivescovo cattolico e diplomatico italiano (n. 1909)
- 3 dicembre - Benito Jacovitti, fumettista italiano (n. 1923)
- 4 dicembre - Joe Brown, pugile statunitense (n. 1926)
- 4 dicembre - Giuseppe Fragomeni, musicista italiano (n. 1923)
- 4 dicembre - Alberto Manzi, docente, pedagogista e scrittore italiano (n. 1924)
- 4 dicembre - Fabio Monti, arbitro di calcio italiano (n. 1928)
- 4 dicembre - Richard Vernon, attore britannico (n. 1925)
- 4 dicembre - Joseph Wolpe, psichiatra, psicoterapeuta e psicologo sudafricano (n. 1915)
- 5 dicembre - Rudolf Bahro, politico e filosofo tedesco (n. 1935)
- 5 dicembre - Eugen Cicero, pianista rumeno (n. 1940)
- 5 dicembre - Gino Fantin, giornalista italiano (n. 1923)
- 5 dicembre - Lutz Hoffmann, ginnasta tedesco orientale (n. 1959)
- 6 dicembre - Mario Benazzi, zoologo italiano (n. 1902)
- 6 dicembre - Willy den Ouden, nuotatrice olandese (n. 1918)
- 6 dicembre - Willie Pastrano, pugile statunitense (n. 1935)
- 7 dicembre - Billy Bremner, calciatore e allenatore di calcio scozzese (n. 1942)
- 7 dicembre - Félix Candela, architetto spagnolo (n. 1910)
- 7 dicembre - Fernand Cornez, ciclista su strada e ciclocrossista francese (n. 1907)
- 7 dicembre - Ottorino Dugini, allenatore di calcio e calciatore italiano (n. 1914)
- 7 dicembre - Karl August Folkers, biochimico statunitense (n. 1906)
- 7 dicembre - Armando Valente, marciatore italiano (n. 1903)
- 8 dicembre - Jack Coleman, cestista statunitense (n. 1924)
- 8 dicembre - Robert Göbl, numismatico austriaco (n. 1919)
- 8 dicembre - Walter Molino, illustratore, fumettista e pittore italiano (n. 1915)
- 8 dicembre - Léon Poliakov, storico e filosofo francese (n. 1910)
- 8 dicembre - Laurean Rugambwa, cardinale e arcivescovo cattolico tanzaniano (n. 1912)
- 9 dicembre - Tamara Geva, attrice, ballerina e coreografa russa (n. 1907)
- 9 dicembre - John D. Winters, storico e docente statunitense (n. 1916)
- 10 dicembre - Anatoli Banişevski, allenatore di calcio e calciatore sovietico (n. 1946)
- 10 dicembre - Vincent Hložník, pittore, grafico e illustratore slovacco (n. 1919)
- 10 dicembre - Evgenij Majorov, hockeista su ghiaccio sovietico (n. 1938)
- 10 dicembre - Eve McVeagh, attrice statunitense (n. 1919)
- 11 dicembre - Marisa Cerani, schermitrice italiana (n. 1908)
- 11 dicembre - Eddie Chapman, agente segreto britannico (n. 1914)
- 11 dicembre - Oscarre Spadavecchia, calciatore italiano (n. 1920)
- 11 dicembre - Rolf Tasna, attore e doppiatore tedesco (n. 1920)
- 13 dicembre - Giovanni Alberto Agnelli, imprenditore e dirigente d'azienda italiano (n. 1964)
- 13 dicembre - Paddy DeMarco, pugile statunitense (n. 1928)
- 13 dicembre - Don Edward Fehrenbacher, storico statunitense (n. 1920)
- 13 dicembre - Harry Glaß, saltatore con gli sci tedesco (n. 1930)
- 13 dicembre - Jimmy Milne, allenatore di calcio e calciatore scozzese (n. 1911)
- 13 dicembre - Georges Rose, calciatore francese (n. 1910)
- 13 dicembre - David Rousset, scrittore e saggista francese (n. 1912)
- 14 dicembre - John Adair, antropologo statunitense (n. 1913)
- 14 dicembre - Owen Barfield, filosofo, scrittore e poeta britannico (n. 1898)
- 14 dicembre - Frankie Baumholtz, giocatore di baseball e cestista statunitense (n. 1918)
- 14 dicembre - Mariana Frigeni, scrittrice italiana (n. 1909)
- 14 dicembre - Lisl Goldarbeiter, modella austriaca (n. 1909)
- 14 dicembre - Teodoro Goliardi, schermidore uruguaiano (n. 1927)
- 14 dicembre - Stubby Kaye, attore e comico statunitense (n. 1918)
- 14 dicembre - Kurt Winter, chitarrista e compositore canadese (n. 1946)
- 15 dicembre - Armando Franco, vescovo cattolico italiano (n. 1922)
- 15 dicembre - Albert Heremans, calciatore belga (n. 1906)
- 16 dicembre - Ralph Fasanella, pittore statunitense (n. 1914)
- 16 dicembre - Nicolette Larson, cantante statunitense (n. 1952)
- 16 dicembre - Zoya Leporska, ballerina, coreografa e attrice russa (n. 1920)
- 16 dicembre - Richard Warwick, attore britannico (n. 1945)
- 17 dicembre - Vittorino Bondaz, politico e militare italiano (n. 1905)
- 17 dicembre - Fausto Dal Pozzo, ceramista e antifascista italiano (n. 1910)
- 17 dicembre - Reginald Victor Jones, fisico britannico (n. 1911)
- 17 dicembre - Uzi Narkiss, generale israeliano (n. 1925)
- 17 dicembre - Gerardo Ottani, calciatore italiano (n. 1909)
- 17 dicembre - Hanna Walz, politica tedesca (n. 1918)
- 18 dicembre - Giorgio Chanu, politico italiano (n. 1930)
- 18 dicembre - Chris Farley, comico, attore e imitatore statunitense (n. 1964)
- 18 dicembre - Irina Posnova, editrice, teologa e traduttrice russa (n. 1914)
- 18 dicembre - Michel Quoist, presbitero, scrittore e viaggiatore francese (n. 1921)
- 19 dicembre - Masaru Ibuka, imprenditore, ingegnere e scrittore giapponese (n. 1908)
- 19 dicembre - Jimmy Rogers, cantante e chitarrista statunitense (n. 1924)
- 19 dicembre - Luigi Rossi, politico italiano (n. 1910)
- 19 dicembre - Ugo Savarese, baritono italiano (n. 1912)
- 19 dicembre - Fëdor Simašev, fondista sovietico (n. 1945)
- 20 dicembre - Maurizio Baldassarri, carabiniere italiano (n. 1955)
- 20 dicembre - Franco Di Bella, giornalista e saggista italiano (n. 1927)
- 20 dicembre - Esther Peterson, attivista statunitense (n. 1906)
- 20 dicembre - Jūzō Itami, attore, regista e produttore cinematografico giapponese (n. 1933)
- 20 dicembre - Denise Levertov, scrittrice e poetessa britannica (n. 1923)
- 20 dicembre - Dawn Steel, imprenditrice e produttrice cinematografica statunitense (n. 1946)
- 21 dicembre - Johnny Coles, trombettista statunitense (n. 1926)
- 21 dicembre - Sacco van der Made, attore e doppiatore olandese (n. 1918)
- 21 dicembre - Carla Strauss, danzatrice e coreografa italiana (n. 1907)
- 22 dicembre - Paolo Bacilieri, cantante italiano (n. 1925)
- 22 dicembre - Wincenty Wawro, cestista e allenatore di pallacanestro polacco (n. 1931)
- 23 dicembre - Stanley Cortez, direttore della fotografia statunitense (n. 1905)
- 23 dicembre - Giovanni Gatti, politico italiano (n. 1918)
- 23 dicembre - Les Harrison, allenatore di pallacanestro e dirigente sportivo statunitense (n. 1904)
- 23 dicembre - Zaur K'aloevi, calciatore sovietico (n. 1931)
- 23 dicembre - William Piastra, scrittore italiano (n. 1920)
- 23 dicembre - Paul Schweikher, architetto statunitense (n. 1903)
- 23 dicembre - Paula Stone, attrice statunitense (n. 1912)
- 24 dicembre - Jacques Fabbri, attore e regista francese (n. 1925)
- 24 dicembre - Victor Feller, calciatore lussemburghese (n. 1923)
- 24 dicembre - Mario Ferrari Aggradi, politico italiano (n. 1916)
- 24 dicembre - Toshirō Mifune, attore, produttore cinematografico e regista giapponese (n. 1920)
- 25 dicembre - Anatolij Bukreev, alpinista russo (n. 1958)
- 25 dicembre - Anita Conti, esploratrice e fotografa francese (n. 1899)
- 25 dicembre - Bronisław Dąbrowski, vescovo cattolico polacco (n. 1917)
- 25 dicembre - Giorgi Gavasheli, calciatore sovietico (n. 1947)
- 25 dicembre - Denver Pyle, attore statunitense (n. 1920)
- 25 dicembre - Giorgio Strehler, regista teatrale e direttore artistico italiano (n. 1921)
- 26 dicembre - Umberto Alberici, notaio e politico italiano (n. 1905)
- 26 dicembre - Cornelius Castoriadis, filosofo, sociologo e economista greco (n. 1922)
- 26 dicembre - Sergej Mamčur, calciatore russo (n. 1972)
- 26 dicembre - Pasquale Ojetti, giornalista, scrittore e critico cinematografico italiano (n. 1914)
- 26 dicembre - Sergio Rossetti, atleta italiano (n. 1944)
- 26 dicembre - Mircea Veroiu, regista, sceneggiatore e attore rumeno (n. 1941)
- 27 dicembre - Saïd Brahimi, calciatore francese (n. 1931)
- 27 dicembre - Antonio Manca, giornalista, scrittore e dirigente pubblico italiano (n. 1943)
- 27 dicembre - Nello Martellucci, politico italiano (n. 1921)
- 27 dicembre - George Mearns, cestista statunitense (n. 1922)
- 27 dicembre - Tamara Tyškevič, pesista sovietica (n. 1931)
- 27 dicembre - Ralf Viksten, cestista estone (n. 1912)
- 27 dicembre - Danny Wagner, cestista statunitense (n. 1922)
- 27 dicembre - Billy Wright, terrorista britannico (n. 1960)
- 28 dicembre - Heikki A. Alikoski, astronomo finlandese (n. 1912)
- 28 dicembre - Corneliu Baba, pittore e illustratore rumeno (n. 1906)
- 28 dicembre - Henry Barraud, compositore e critico musicale francese (n. 1900)
- 28 dicembre - Roberto Hausbrandt, imprenditore, dirigente d'azienda e filantropo italiano (n. 1907)
- 28 dicembre - William Martínez, calciatore uruguaiano (n. 1928)
- 28 dicembre - Dominic Pressley, cestista statunitense (n. 1964)
- 28 dicembre - Vasilij Solomin, pugile sovietico (n. 1953)
- 29 dicembre - Frank O'Connor, cestista irlandese (n. 1922)
- 29 dicembre - Wanda Pachlowa, cestista polacca (n. 1919)
- 29 dicembre - Heinrich Rohr, organista e compositore tedesco (n. 1902)
- 30 dicembre - Luciano Bettarini, compositore italiano (n. 1914)
- 30 dicembre - Danilo Dolci, sociologo, poeta e educatore italiano (n. 1924)
- 30 dicembre - Bernard Girard, regista, sceneggiatore e produttore televisivo statunitense (n. 1918)
- 30 dicembre - Shinichi Hoshi, scrittore di fantascienza giapponese (n. 1926)
- 31 dicembre - Floyd Cramer, pianista statunitense (n. 1933)
- 31 dicembre - Billie Dove, attrice statunitense (n. 1903)
- 31 dicembre - Michael LeMoyne Kennedy, filantropo statunitense (n. 1958)
- 31 dicembre - Augusto Marinoni, lessicografo, filologo e storico italiano (n. 1911)
- 31 dicembre - Silvia Strukel, schermitrice italiana (n. 1916)

## Senza giorno specificato(72)
- Ljutvi Ahmedov, lottatore bulgaro (n. 1930)
- Patrick Alexander, scrittore e sceneggiatore britannico (n. 1926)
- Vincenzo Aliberti, politico e avvocato italiano (n. 1922)
- Anna Andreeva, pesista sovietica (n. 1915)
- Gian Gualberto Archi, giurista italiano (n. 1908)
- Fortunato Avanzati, partigiano e politico italiano (n. 1919)
- Tunde Bamidele, calciatore nigeriano (n. 1953)
- Santiago Benítez, calciatore paraguaiano (n. 1903)
- Silvio Bergamaschi, ingegnere aerospaziale italiano (n. 1944)
- Attila Borbely, cestista e allenatore di pallacanestro rumeno (n. 1933)
- Doina Bumbea, pittrice rumena (n. 1950)
- Peppe Carta, contrabbassista e direttore d'orchestra italiano (n. 1912)
- Giovanni Colombelli, calciatore italiano (n. 1921)
- Manlio D'Ercoli, illustratore e pittore italiano (n. 1909)
- Phil Davis, calciatore inglese (n. 1944)
- Nicla Di Bruno, cantante italiana (n. 1927)
- José Luis Diestro, allenatore di calcio e calciatore spagnolo (n. 1919)
- Virgilio Drago, cestista peruviano (n. 1925)
- Rezső Eszéki, cestista e allenatore di pallacanestro ungherese (n. 1915)
- Brad Euston, attore italiano (n. 1939)
- Anita Fazzini, scrittrice e pittrice italiana (n. 1914)
- Jean Feller, calciatore lussemburghese (n. 1919)
- Francesco Ferrero, cestista e allenatore di pallacanestro italiano (n. 1909)
- Ivy Forster, politica britannica (n. 1907)
- Pier Paolo Gasperoni, politico sammarinese (n. 1950)
- Manlio Germozzi, sindacalista italiano (n. 1908)
- Emma Eva Giardina Cassella, musicista, poetessa e scrittrice italiana (n. 1916)
- Lorenzo Gicca Palli, sceneggiatore e regista italiano (n. 1929)
- Teresa Giovannucci, italiana (n. 1912)
- Michele Giraud, allenatore di calcio e calciatore italiano (n. 1910)
- Yılmaz Gündüz, cestista, attore e regista turco (n. 1929)
- Frank Hershey, designer statunitense (n. 1907)
- Giuseppe Ioli, militare italiano (n. 1913)
- Valentina Kopylova, cestista sovietica (n. 1923)
- Valentina Kostikova, cestista sovietica (n. 1935)
- Hisako Koyama, astronoma giapponese (n. 1916)
- Nathan Lerner, fotografo statunitense (n. 1913)
- Alvaro Mairani, fumettista italiano (n. 1913)
- Brian John Marples, zoologo inglese (n. 1907)
- Walter Masotti, pittore italiano (n. 1925)
- Joseph McDonald, mafioso statunitense (n. 1917)
- Claudio Medaglia, disegnatore italiano (n. 1919)
- Fernando Mencherini, compositore e musicista italiano (n. 1949)
- Arvo Mets, poeta, traduttore e linguista russo (n. 1937)
- Yoseph Millo, attore, regista e direttore teatrale israeliano (n. 1916)
- May Mirin, fotografa statunitense (n. 1900)
- Piero Molino, giornalista italiano (n. 1907)
- Fosco Monaci, politico italiano (n. 1924)
- Mun Song-sul, politico nordcoreano
- Giovanni Novaresio, pittore italiano (n. 1919)
- Leslie Palmer, pallanuotista britannico (n. 1909)
- Nikolaos Panagiotakis, storico e filologo greco (n. 1933)
- Angelo Sirio Pellegrini, pittore italiano (n. 1908)
- Ronald Pope, artista e scultore inglese (n. 1920)
- Aldo Raimondi, pittore italiano (n. 1902)
- Giuseppe Raimondi, designer italiano (n. 1941)
- Demetrio Rando, ammiraglio italiano (n. 1911)
- Michael Roberts, storico inglese (n. 1908)
- Maurice Rossel, medico svizzero
- Kenneth Royce, scrittore inglese (n. 1920)
- Charles Saunders, regista e montatore britannico (n. 1904)
- Melvyn Scott, calciatore inglese (n. 1939)
- Marc Segar, scrittore britannico (n. 1974)
- Abul Kalam Shamsuddin, attore e scrittore bangladese (n. 1926)
- Luigi Spanghero, calciatore e allenatore di calcio italiano (n. 1909)
- Joe Stewardson, attore britannico (n. 1927)
- Valentino Taroni, tennista italiano (n. 1915)
- Lavinia Taverna, nobile e scrittrice italiana (n. 1924)
- Vito Antonio Terioli, calciatore, cestista e ginnasta italiano (n. 1908)
- Jampa Tsering, cantante e ballerino tibetano
- Franciscus van Wieringen, schermidore olandese (n. 1903)
- Xie Zhiliu, pittore e calligrafo cinese (n. 1910)